# 11. März
Der 11. März ist der 70. Tag des gregorianischen Kalenders (der 71. in Schaltjahren), somit bleiben 295 Tage bis zum Jahresende.

## Ereignisse

### Politik und Weltgeschehen

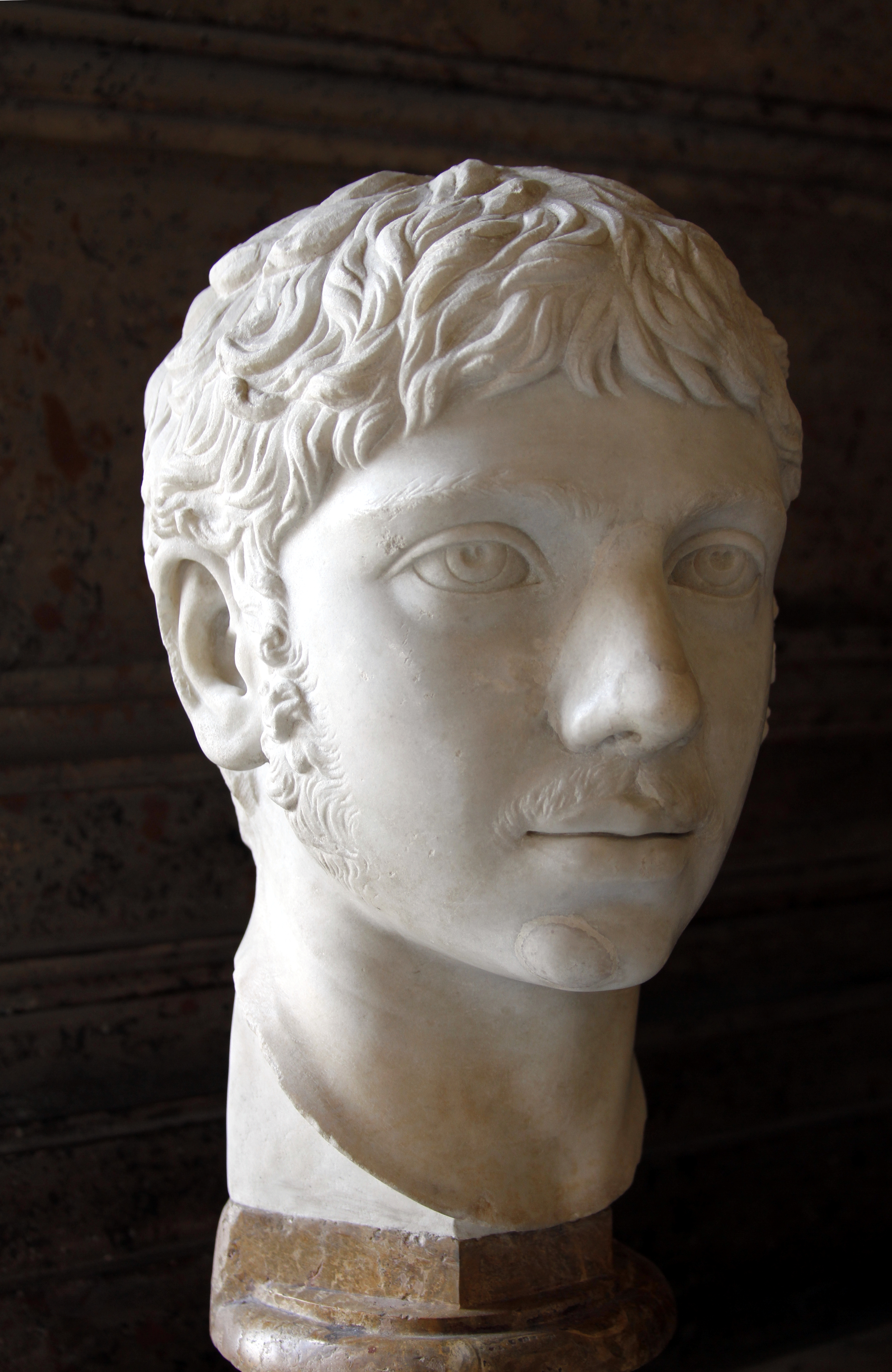
222: Elagabal

- 0222: Meuternde Soldaten ermorden den als Elagabal bekannt gewordenen jugendlichen römischen Kaiser Marcus Aurelius Antoninus und seine Mutter Julia Soaemias.
- 0928: Nach dem spurlosen Verschwinden seines Bruders Tomislav und der darauf folgenden Todeserklärung wird Trpimir II. zweiter kroatischer König.

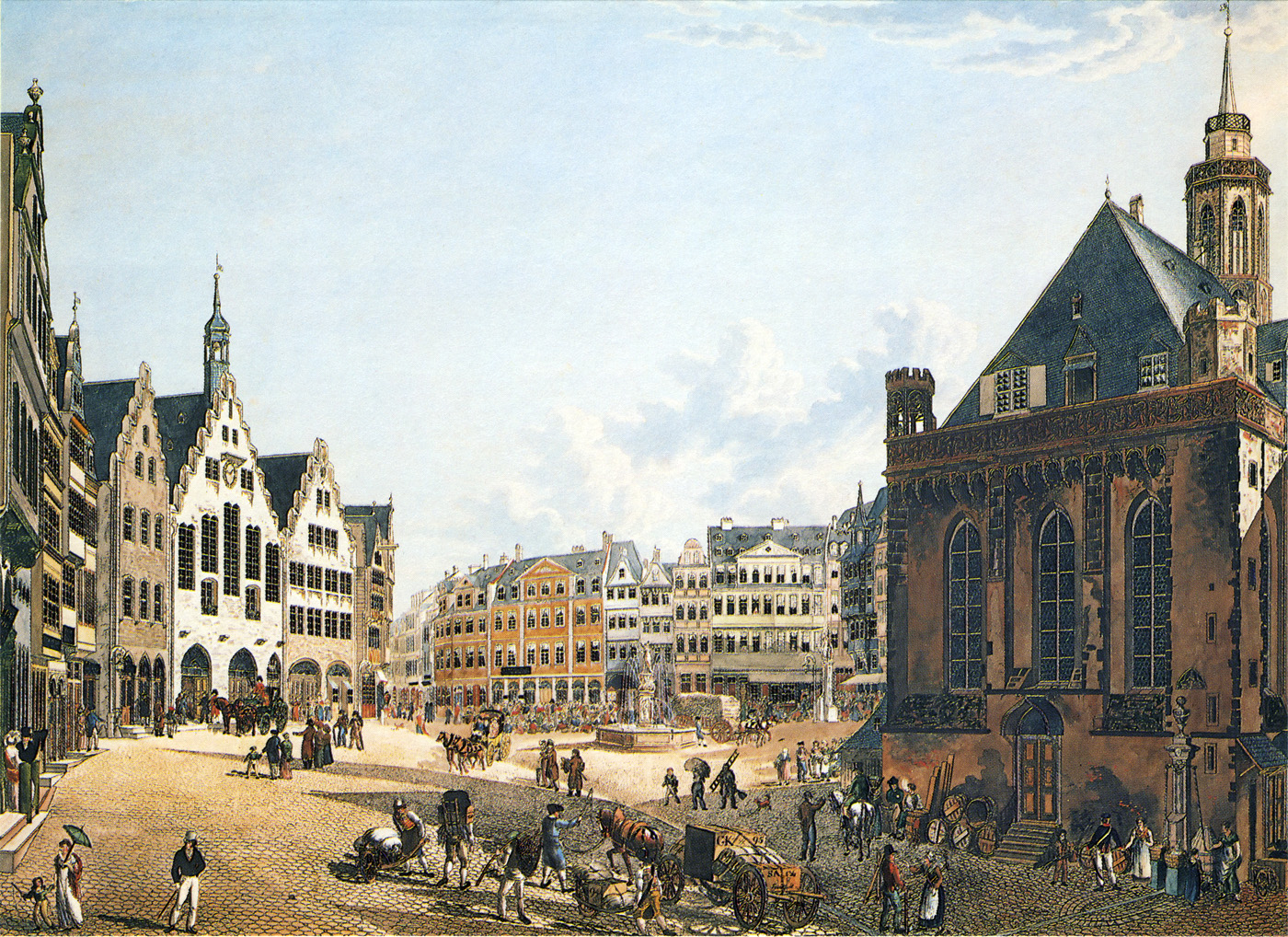
1405: Frankfurter Römer (Stich von 1822)

- 1405: Der Rat der Stadt Frankfurt am Main kauft die Bürgerhäuser Haus zum Römer und Haus zum Goldenen Schwan und macht sie zum Rathaus der Stadt.
- 1499: Die Schweizer Eidgenossen beschließen in einer Tagsatzung, dass in den Schlachten des kürzlich begonnenen Schwabenkrieges gegen den Schwäbischen Bund und das Haus Habsburg keine Gefangenen gemacht und verwundete gegnerische Kämpfer „abgetan“ werden sollen.
- 1500: Der böhmische Landtag verabschiedet die nach König Vladislav II. benannte Vladislavsche Landesordnung, die als erste geschriebene Verfassung Böhmens gilt und dem Adel weitgehende politische Rechte einräumt.
- 1649: Die gegen den zunehmenden Absolutismus in Frankreich kämpfenden Frondeurs unterzeichnen mit Louis II. de Bourbon, Kardinal Mazarin und Anna von Österreich als Regentin für den minderjährigen Ludwig XIV. den Frieden von Rueil.
- 1700: In Schweden wird der Schwedische Kalender eingeführt, mit dem Ziel, ihn langsam an den Gregorianischen Kalender anzupassen. In Schweden ist das Datum der 1. Märzschwed., der Tag davor war der 28. Februarjul..

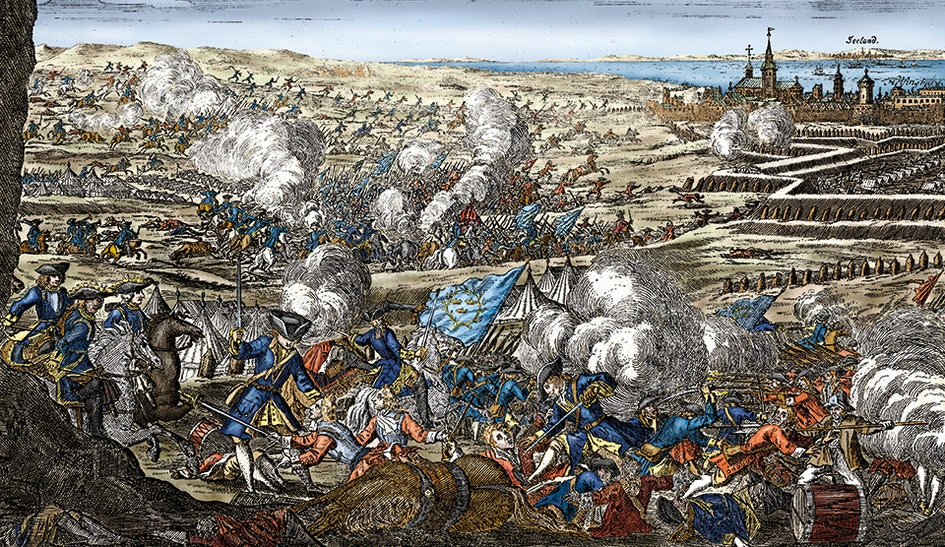
1710: Schlacht von Helsingborg

- 1710: Während des Großen Nordischen Krieges besiegt ein schwedisches Heer unter Magnus Stenbock in der Schlacht bei Helsingborg die Dänen unter Christian Detlev von Reventlow und beendet damit endgültig die dänischen Versuche, im Frieden von Roskilde verlorene Gebiete in Südschweden zurückzuerobern.

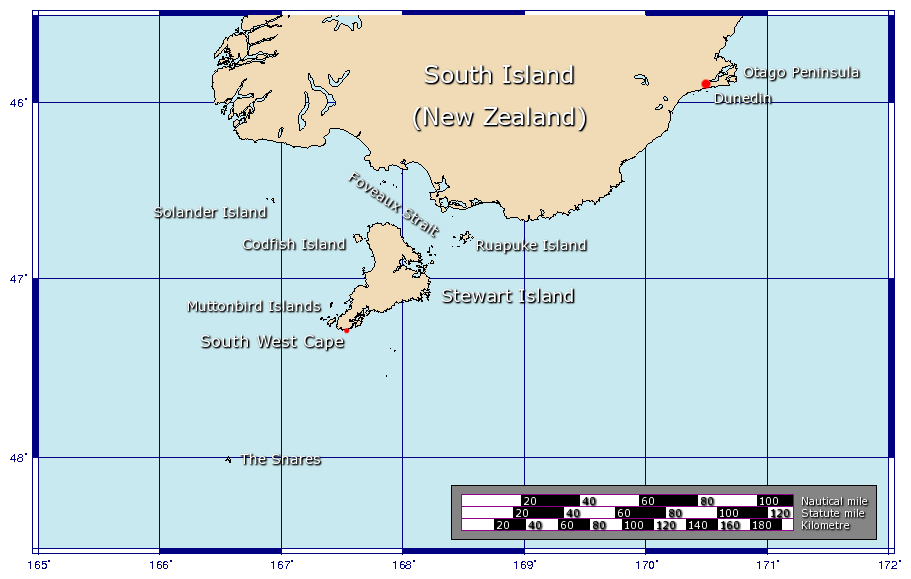
1770: Lage der Solander Islands

- 1770: James Cook entdeckt auf seiner ersten Südseereise mit der Endeavour eine vor der Südinsel Neuseelands gelegene Inselgruppe, die Solander Islands, die er nach dem mitreisenden Botaniker Daniel Solander benennt.
- 1784: Im Vertrag von Mangalore beenden Mysore und die Britische Ostindien-Kompanie den Zweiten Mysore-Krieg mit einer Rückkehr zum Status quo ante.
- 1812: Das Preußische Judenedikt von König Friedrich Wilhelm III. verfügt die Gleichstellung jüdischer Bürger in Preußen.
- 1824: Das United States Department of War gründet das Bureau of Indian Affairs, das sich um die Belange der amerikanischen Ureinwohner und deren Reservate kümmern soll.

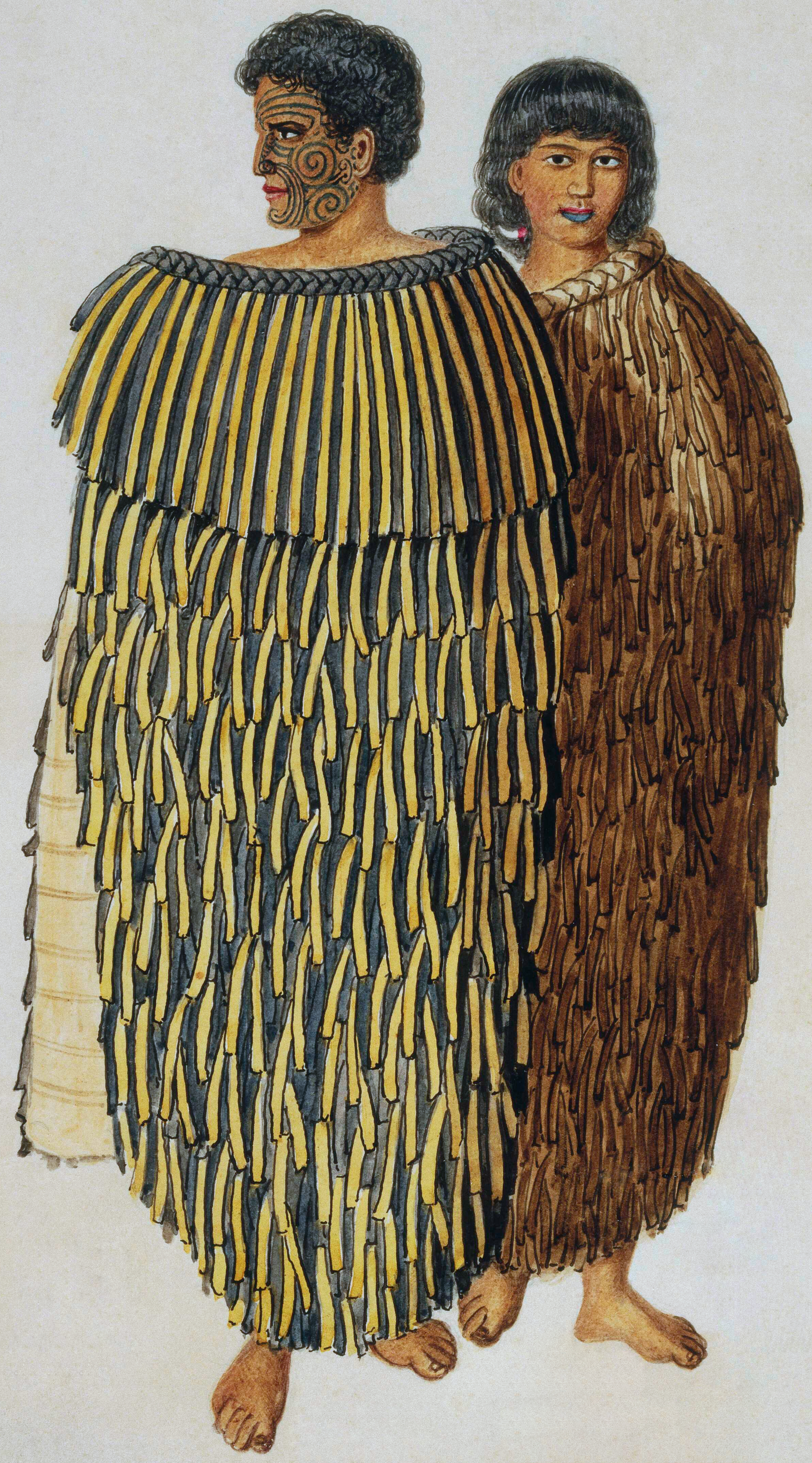
1845: Hone Heke mit Ehefrau Hariata

- 1845: Nachdem der Vertrag von Waitangi aus dem Jahre 1840 von den Briten gebrochen worden ist und der Māori-Stammesführer Hone Heke aus diesem Grund einen britischen Fahnenmast mehrfach umgesägt hat, beginnt der Fahnenmastkrieg als Teil der Neuseelandkriege zwischen den Māoristämmen und den Briten.
- 1848: Während der Revolution im Kaisertum Österreich wird in Böhmen der Ausschuss des Hl. Wenzels ins Leben gerufen, der kurz darauf in Nationalausschuss umbenannt wird und einen selbständigen Staat fordert.
- 1861: Während des Sezessionskrieges wird die Verfassung der Konföderierten Staaten von Amerika beschlossen.
- 1872: Im Deutschen Reich werden im Zuge des Kulturkampfes nach dem Schulaufsichtsgesetz alle Schulen unter staatliche Aufsicht gestellt und die kirchlichen Schulinspektionen abgelöst.

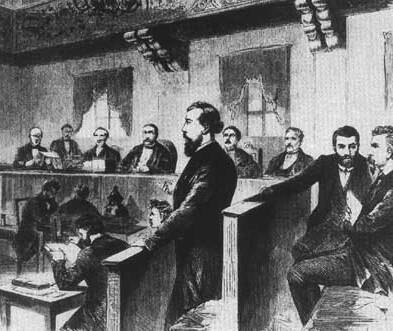
1872: Leipziger Hochverratsprozess

- 1872: Vor dem Schwurgericht in Leipzig beginnt der Hochverratsprozess gegen August Bebel und Wilhelm Liebknecht, weil sie im Jahr 1870 in der Reichstagsdebatte über die Gewährung weiterer Gelder für den Deutsch-Französischen Krieg einen Friedensvorschlag vorgetragen haben.

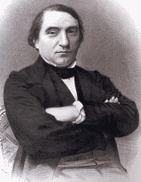
1882: Ernest Renan

- 1882: In seiner Rede an der Sorbonne zum Thema Was ist eine Nation? äußert der französische Historiker Ernest Renan den Gedanken einer europäischen Konföderation.
- 1885: Gustav Nachtigal, Reichskommissar für Westafrika, stellt das Mahinland im späteren Nigeria „unter deutschen Schutz“.
- 1917: Zar Nikolaus II. erteilt Schießbefehl gegen die Aufständischen der Februarrevolution, der von einem Großteil der Truppen jedoch verweigert wird.
- 1917: Britische Truppen nehmen im Ersten Weltkrieg die zum Osmanischen Reich gehörende Stadt Bagdad ohne größeren Widerstand ein.
- 1925: Der Präsident des Reichsgerichts Walter Simons wird nach Friedrich Eberts Tod Interimspräsident des Deutschen Reiches.
- 1933: Die nationalsozialistische Führung des Freistaates Braunschweig initiiert wenige Tage nach der Machtergreifung in Deutschland den so genannten Warenhaussturm, eine Gewaltaktion gegen „jüdische Kaufhäuser“, die von SA- und SS-Mitglied Friedrich Alpers und NSDAP-Innenminister Dietrich Klagges organisiert und von SA und SS durchgeführt wird.

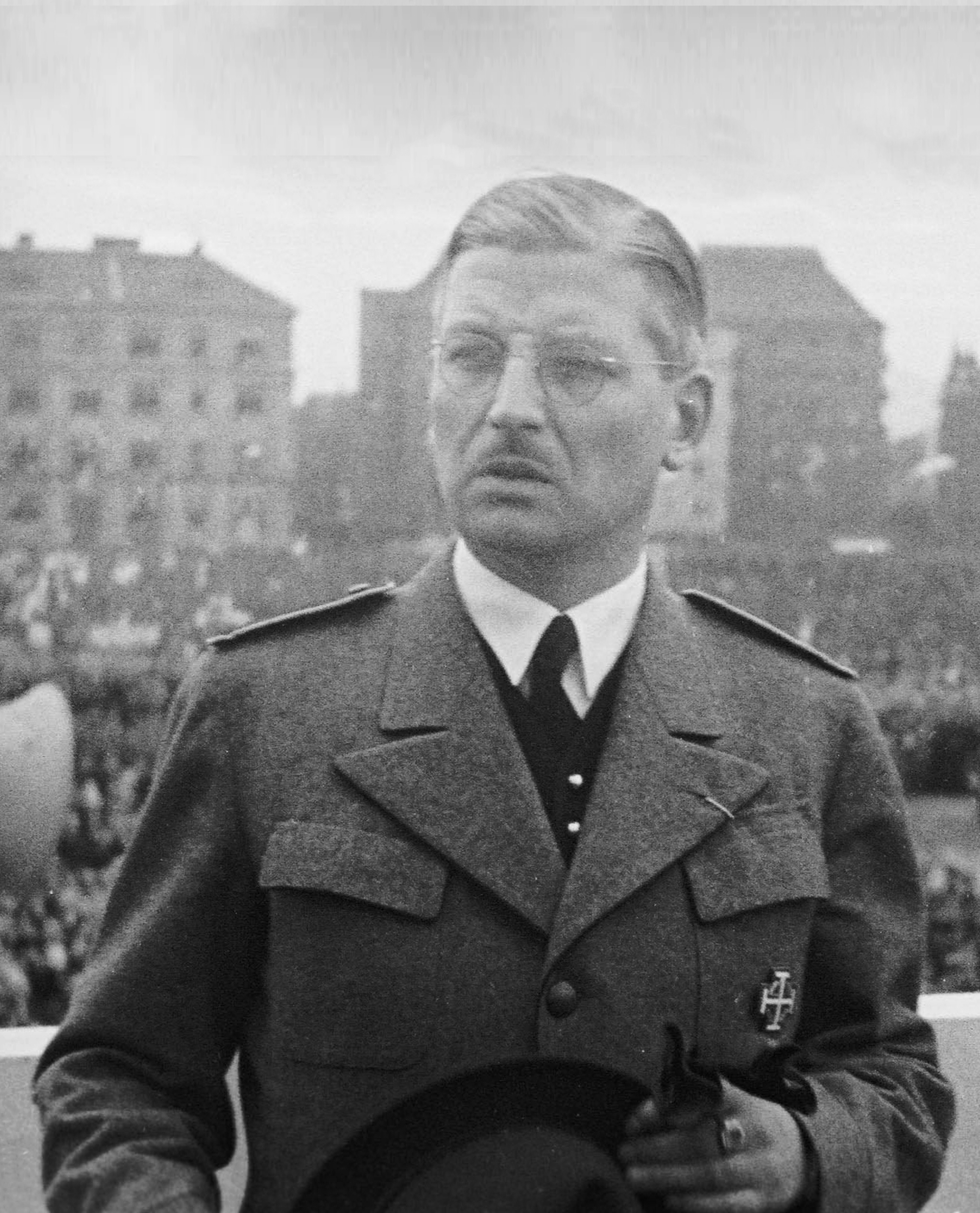
1938: Kurt Schuschnigg

- 1938: Der österreichische Bundeskanzler Kurt Schuschnigg tritt nach einem Ultimatum von Adolf Hitler mit den Worten, dass er der Gewalt weiche, zurück. Der Nationalsozialist Arthur Seyß-Inquart bildet eine neue Regierung. Am gleichen Tag erteilt Hitler die Militärische Weisung für den Einmarsch in Österreich zu dessen Anschluss an das Deutsche Reich.

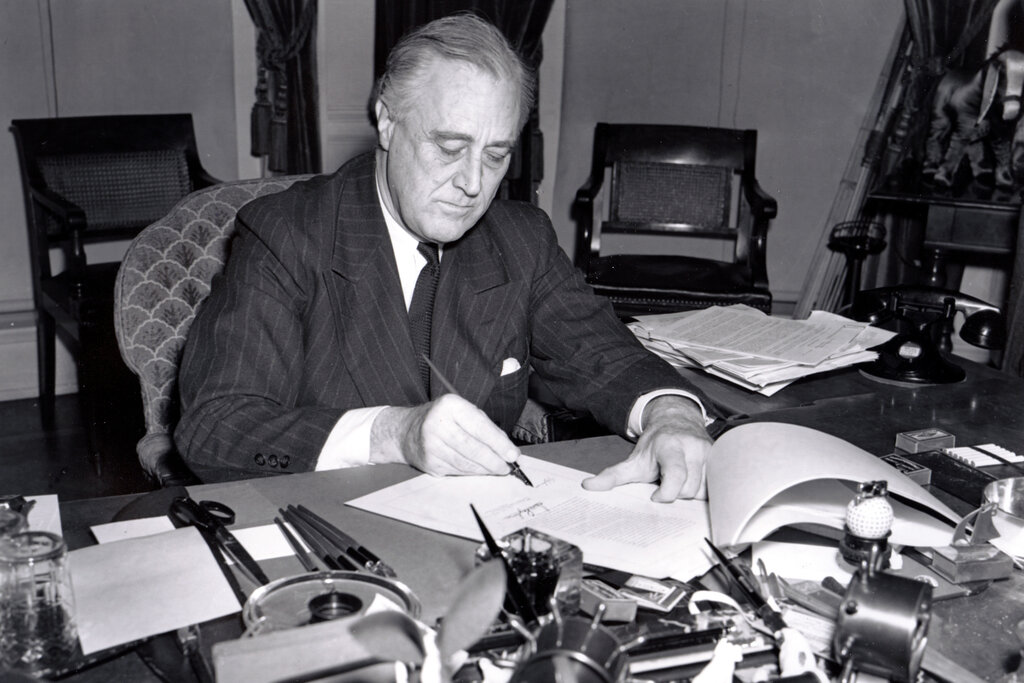
1941: Franklin D. Roosevelt unterzeichnet den Lend-Lease Act

- 1941: US-Präsident Franklin D. Roosevelt unterzeichnet den Lend-Lease-Act, der es den im Zweiten Weltkrieg noch neutralen Vereinigten Staaten ermöglicht, zunächst Großbritannien, später v. a. auch die Sowjetunion leihweise mit kriegswichtigem Material zu versorgen.
- 1945: Die Operation Tan No. 2 – ein großangelegter japanischer Kamikaze-Angriff auf US-amerikanische Flugzeugträger – endet im Desaster.
- 1966: In Indonesien übernimmt General Suharto durch einen Putsch gegen Präsident Sukarno die Macht, der zwar formell im Amt bleibt, faktisch aber entmachtet wird.
- 1970: Saddam Hussein für die irakische Regierung und Mustafa Barzani für die Kurden unterzeichnen das Abkommen vom 11. März über die schrittweise Einführung einer autonomen Selbstverwaltung der Kurden im Irak.
- 1978: Aus dem Libanon kommende Fatah-Mitglieder überfallen zwei israelische Busse zwischen Haifa und Tel Aviv und nehmen die Insassen als Geiseln. Bei der Befreiungsaktion kommen 37 Menschen ums Leben, 79 werden verletzt. Drei Tage später marschiert die israelische Armee aus diesem Grund unter dem Namen Operation Litani im Libanon ein.
- 1985: Einen Tag nach Konstantin Tschernenkos Tod wählt das Zentralkomitee der KPdSU den 54-jährigen Michail Gorbatschow zum Generalsekretär – einen der jüngsten ihrer Geschichte.

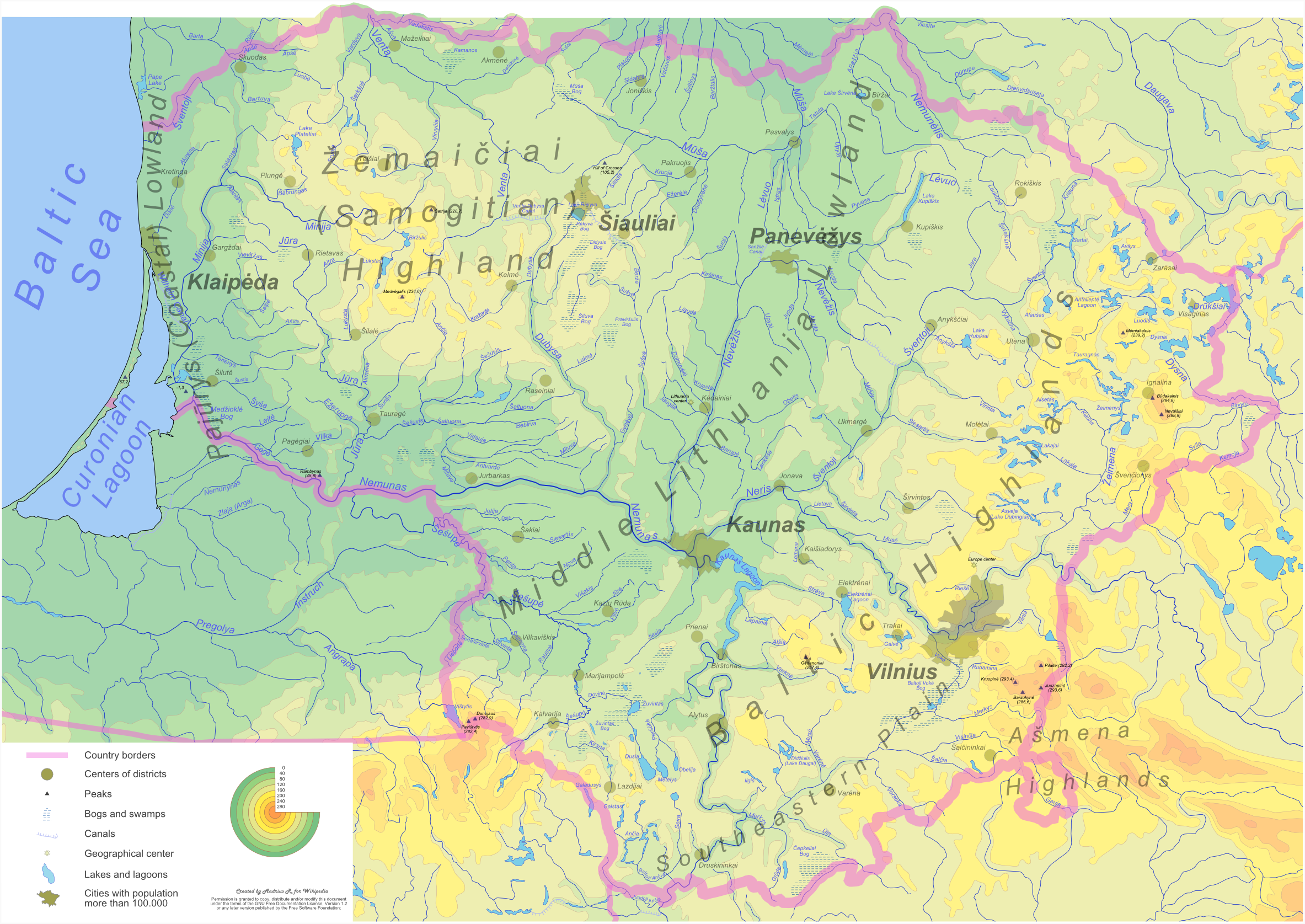
1990: Litauen

- 1990: Der oberste Sowjet Litauens erklärt nach der positiven Volksabstimmung am 9. Februar die Unabhängigkeit des Landes von der Sowjetunion. Kommissarisches Staatsoberhaupt wird Parlamentspräsident Vytautas Landsbergis.
- 1990: Patricio Aylwin wird nach seinem Wahlsieg am 14. Dezember als erster demokratisch gewählter Präsident Chiles seit dem Ende der Diktatur Augusto Pinochets vereidigt.
- 1992: Die am 9. März aus Darwin losgefahrene Lusitânia Expresso wird auf ihrer Mission „Frieden in Timor“ von indonesischen Kriegsschiffen aufgehalten und muss umkehren.

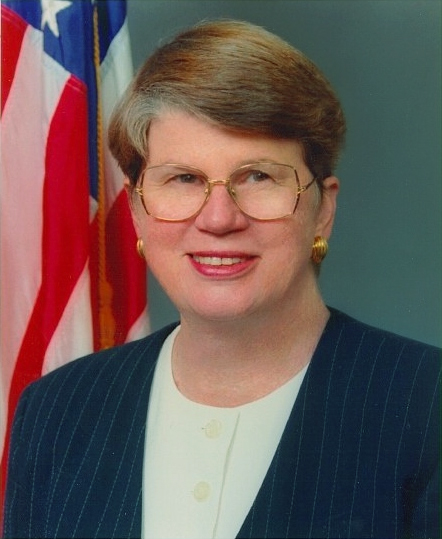
1993: Janet Reno

- 1993: Mit Janet Reno wird unter US-Präsident Bill Clinton erstmals eine Frau United States Attorney General und damit Leiterin des Justizministeriums.
- 1996: Der seitdem drei Mal wiedergewählte John Howard von der Liberal Party of Australia wird nach seinem Wahlsieg am 2. März erstmals als Premierminister von Australien vereidigt.

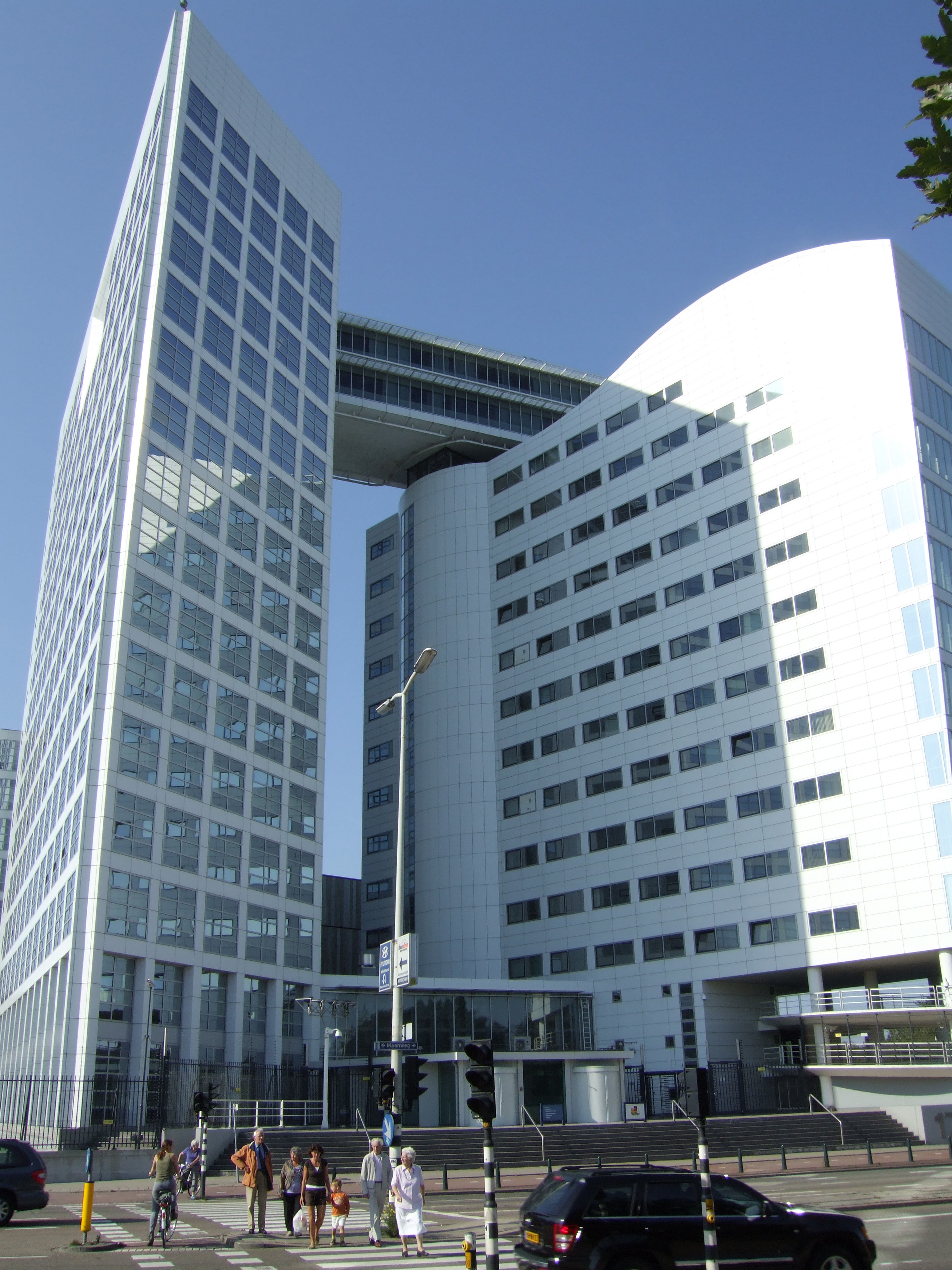
2003: Internationaler Strafgerichtshof

- 2003: Die ersten Richter und Richterinnen des neu geschaffenen Internationalen Strafgerichtshofs (IStGH) in Den Haag werden feierlich vereidigt.
- 2004: Bei einer Serie von Bombenanschlägen auf Züge in Madrid sterben 191 Menschen – über 1.500 werden verletzt. Der Umgang der Regierung mit den Anschlägen führt bei den drei Tage später stattfindenden Parlamentswahlen zur Niederlage der Partido Popular unter José María Aznar.
- 2005: König Juan Carlos und Königin Sophia von Spanien weihen den Wald der Abwesenden im Retiro-Park in Madrid ein. Er wird auf Proteste der Angehörigen hin in Wald der Erinnerung umbenannt. Die 192 Oliven- und Zypressenbäume erinnern an die Opfer der Anschläge vor einem Jahr.

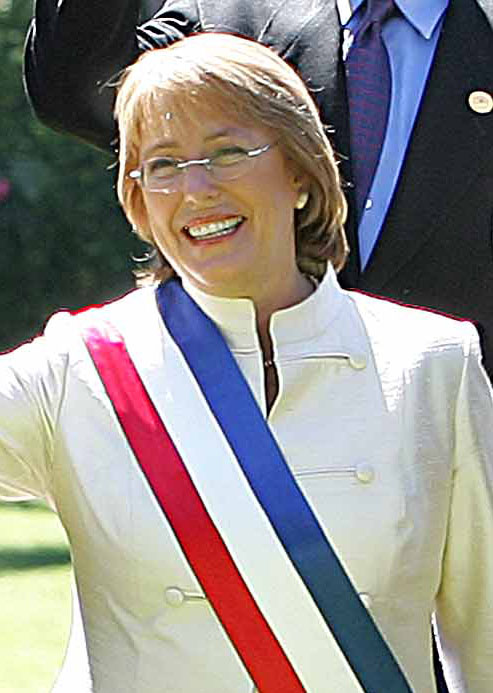
2006: Michelle Bachelet

- 2006: In Chile übernimmt mit Michelle Bachelet von der Koalition der Parteien für die Demokratie erstmals eine Frau das Präsidentenamt.
- 2018: Der Nationale Volkskongress in Peking beschließt eine Änderung der Verfassung, die es dem Staatspräsidenten der Volksrepublik China Xi Jinping ermöglicht, zeitlich unbegrenzt im Amt zu bleiben.
- 2020: Die Weltgesundheitsorganisation (WHO) erklärt die Ausbreitung des Corona-Virus SARS-CoV-2 zur internationalen Pandemie

### Wirtschaft
- 1671: Die Dänische Westindien-Kompanie wird gegründet. Sie wickelt den Fernhandel mit der Goldküste und Dänisch-Westindien ab.
- 1751: John Hill verfasst die weltweit erste Kolumne in der Zeitung London Adviser and Literary Gazette unter seinem Pseudonym The Inspector.
- 1885: In Österreich-Ungarn werden gesetzliche Arbeitsregelungen erlassen. Die maximale Arbeitszeit wird auf elf Stunden festgelegt. Verboten sind Nachtarbeit für Frauen und Jugendliche sowie Kinderarbeit.
- 1896: Die Schriftgießerei von Hermann Berthold wird in die H. Berthold AG umgewandelt.
- 1947: Wallace W. Robinson erhält ein US-Patent auf die von ihm erfundene Schaufeltrage, die beim Bergen und Retten Verunglückter eingesetzt wird.
- 1991: Der britische Nachrichtensender BBC World Service Television beginnt mit seinen Sendungen.

### Wissenschaft und Technik
- 1794: In Paris wird die École centrale des travaux publics gegründet, die später als École polytechnique zu einer der Elitehochschulen Frankreichs wird.

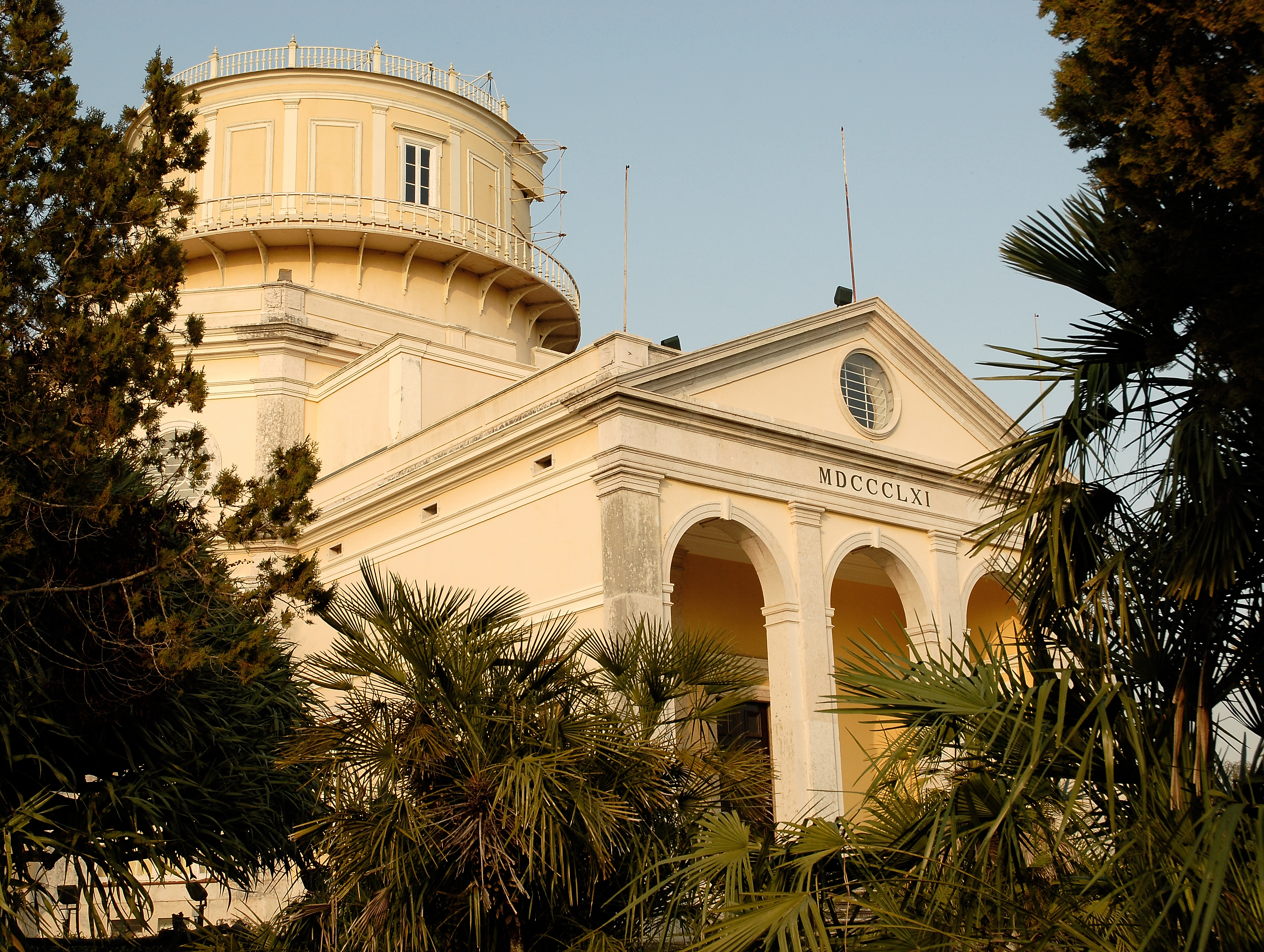
1861: Sternwarte von Lissabon

- 1861: In Lissabon erfolgt die Grundsteinlegung für das Astronomische Observatorium.
- 1904: Ein Prototyp des Kreiselkompasses wird erfolgreich in der Ostsee von Hermann Anschütz-Kaempfe auf dem Dampfer Schleswig getestet.

### Kultur
- 1672: Die gelehrten Frauen (Les Femmes savantes), eine Komödie des französischen Dichters Molière wird auf der Bühne des Palais Royal in Paris uraufgeführt.
- 1743: Die Musikgesellschaft Großes Concert gibt in Leipzig ihr erstes Konzert. Aus der Gesellschaft entwickelt sich später das Gewandhausorchester.
- 1757: In London wird das Oratorium The Triumph of Time and Truth, Händels letztes Werk, uraufgeführt.
- 1829: Mit der ersten Wiederaufführung der Matthäuspassion von Johann Sebastian Bach nach dessen Tod durch die Sing-Akademie zu Berlin begründet Felix Mendelssohn Bartholdy eine Bach-Renaissance im 19. Jahrhundert.
- 1830: Die Oper I Capuleti e i Montecchi von Vincenzo Bellini wird im Teatro La Fenice in Venedig uraufgeführt.

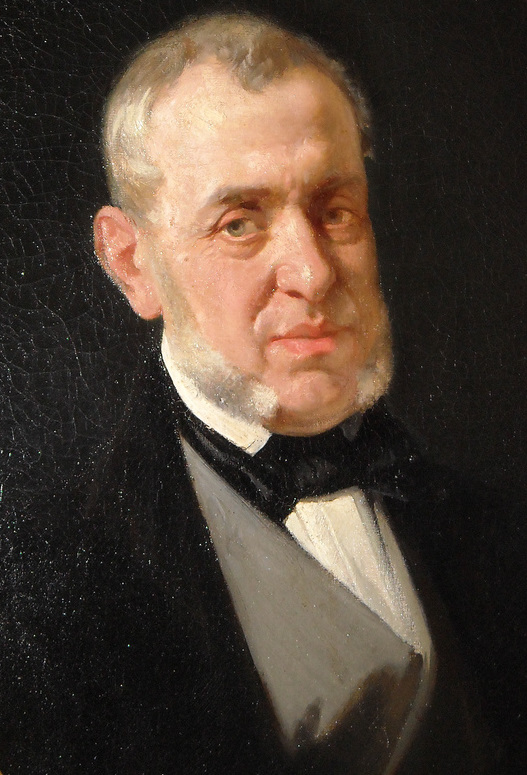
1837: Saverio Mercadante

- 1837: Die Oper Il giuramento von Saverio Mercadante wird am Teatro alla Scala in Mailand uraufgeführt.
- 1851: Giuseppe Verdis Oper Rigoletto mit dem Libretto von Francesco Maria Piave nach dem Drama Le roi s’amuse von Victor Hugo wird in Venedig uraufgeführt. Die Oper wird ein großer Erfolg.
- 1867: In Paris wird die französische Erstversion von Giuseppe Verdis Grand opéra Don Carlos nach dem gleichnamigen Theaterstück von Friedrich Schiller uraufgeführt.

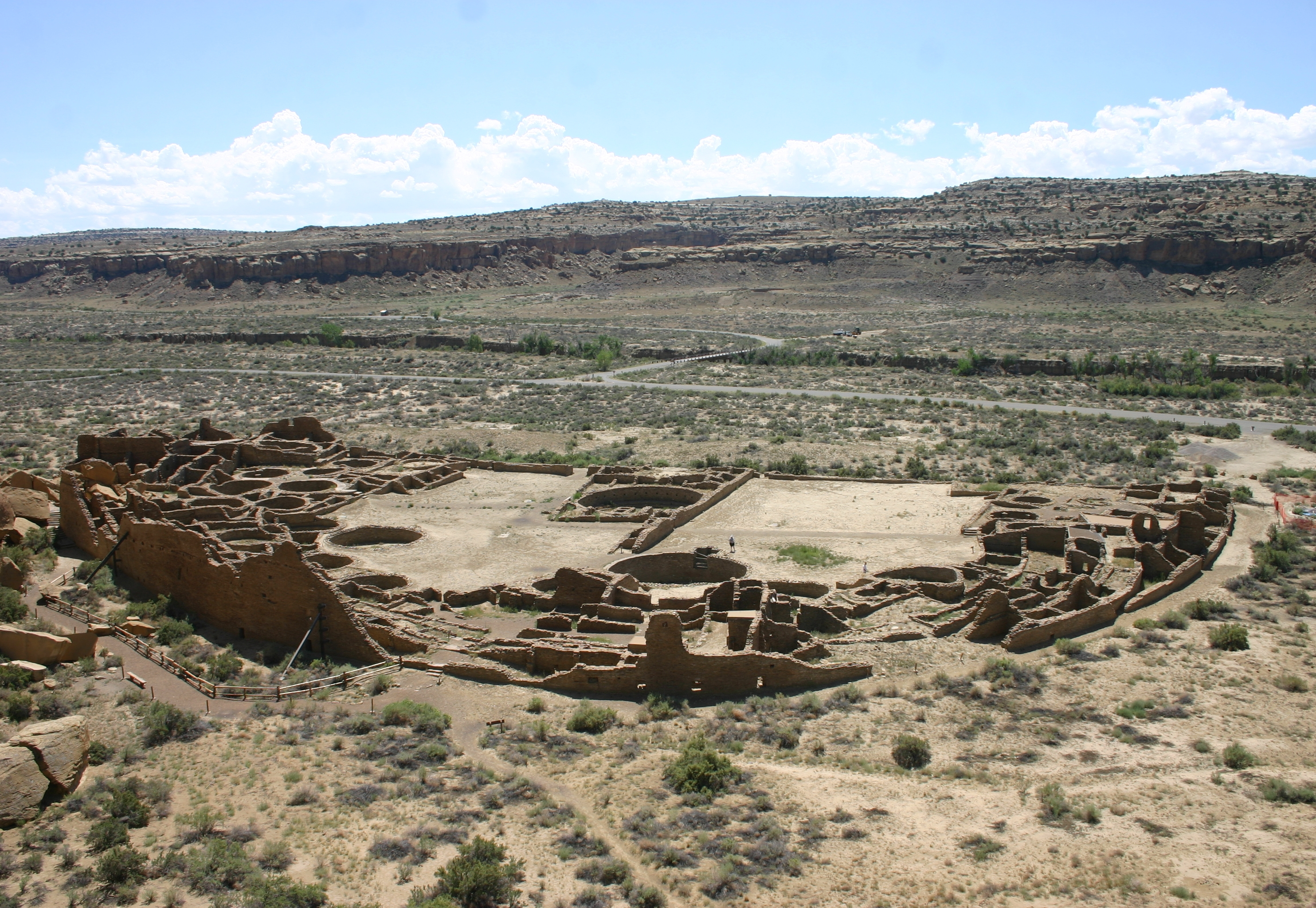
1907: Pueblo Bonito im Chaco Canyon

- 1907: Der Chaco Canyon in New Mexico, zwischen 850 und 1250 ein Zentrum der Pueblo-Kultur, wird als National Monument der USA ausgewiesen. Heute handelt es sich um einen National Historical Park.
- 1910: In Washington, D.C., eröffnet das National Museum of Natural History ungeachtet nicht abgeschlossener Bauarbeiten.
- 1925: Die Stummfilmkomödie Seven Chances (Sieben Chancen) von Buster Keaton kommt in die amerikanischen Kinos. Im Gegensatz zu Keaton zeigt sich die Kritik von dem Film einhellig begeistert, der auch zu einem finanziellen Erfolg wird.
- 1976: In Deutschland strahlt die ARD die erste Folge der Krimiserie Detektiv Rockford – Anruf genügt mit James Garner in der Titelrolle aus.

### Gesellschaft
- 2009: In Winnenden nahe Stuttgart in Baden-Württemberg erschießt ein 17-jähriger Amokläufer in der Albertville-Realschule zwölf Menschen und bei der anschließenden Flucht drei Passanten. Nachdem er von einem Polizisten angeschossen worden ist, tötet er sich selbst durch einen Kopfschuss.

### Religion

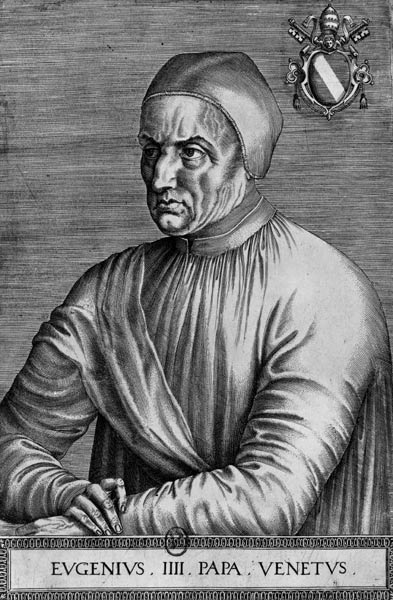
Papst Eugen IV.

- 1431: Der neugewählte Papst Eugen IV. wird in der vatikanischen Peterskirche in Rom inthronisiert.
- 1513: Giovanni de’ Medici wird zum Papst gewählt. Er entscheidet sich für den Namen Leo X., muss vor seiner Krönung jedoch noch die Weihesakramente erhalten.
- 1988: In Shah Alam wird die Abdul-Aziz-Shah-Moschee fertiggestellt, die mit einem Fassungsvermögen von 24.000 Menschen größte Moschee Malaysias.

### Katastrophen

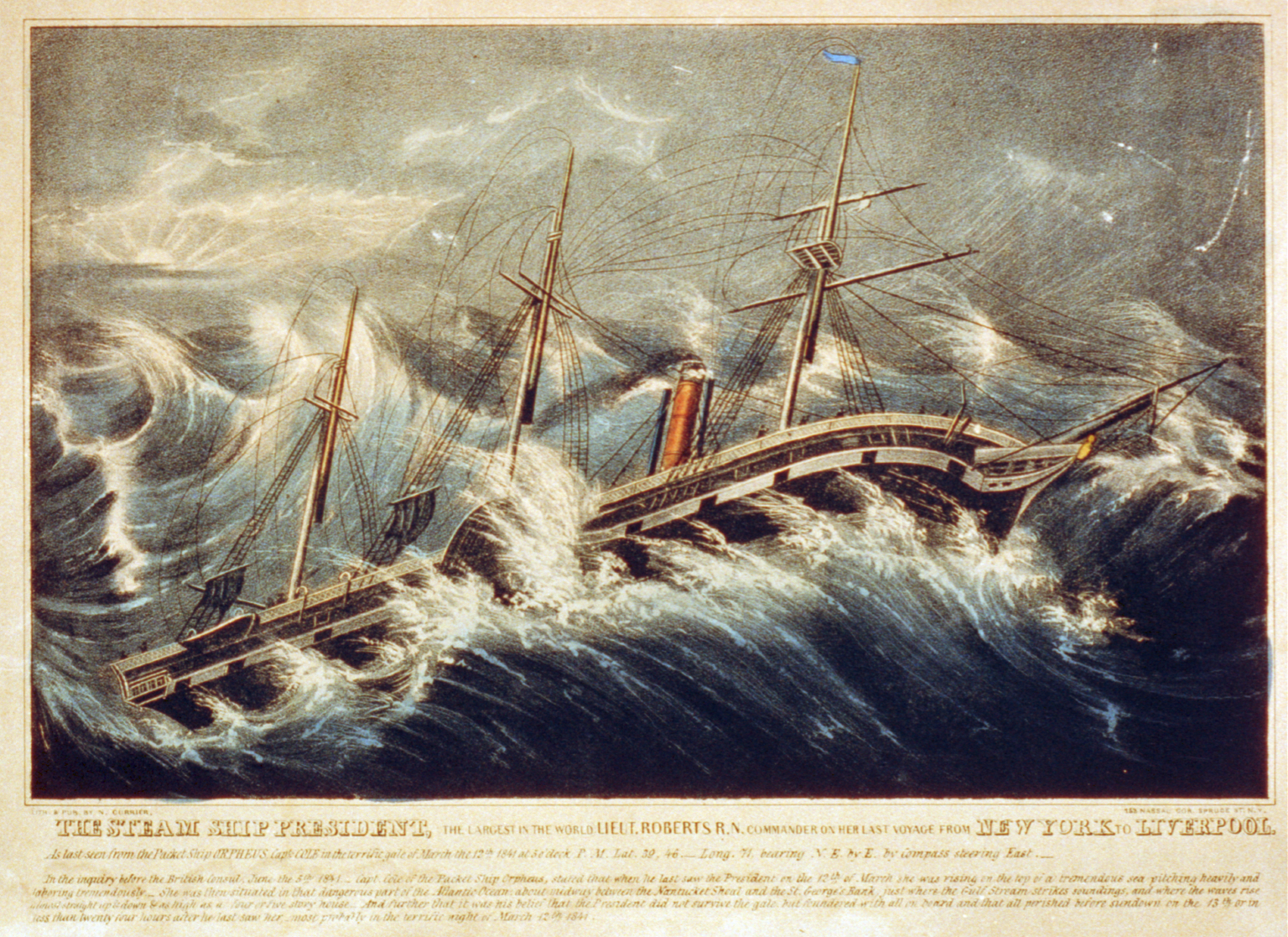
1841: Die President im Sturm

- 1841: Der Raddampfer President, das größte Dampfschiff seiner Zeit, legt von New York mit 109 Menschen an Bord in Richtung Liverpool ab. Es wird am 13. März zum letzten Mal gesichtet, danach verschwindet es spurlos auf dem Nordatlantik.
- 1864: Der Dale-Dyke-Staudamm in England bricht, die Flutwelle verwüstet große Teile von Sheffield und fordert etwa 270 Todesopfer.

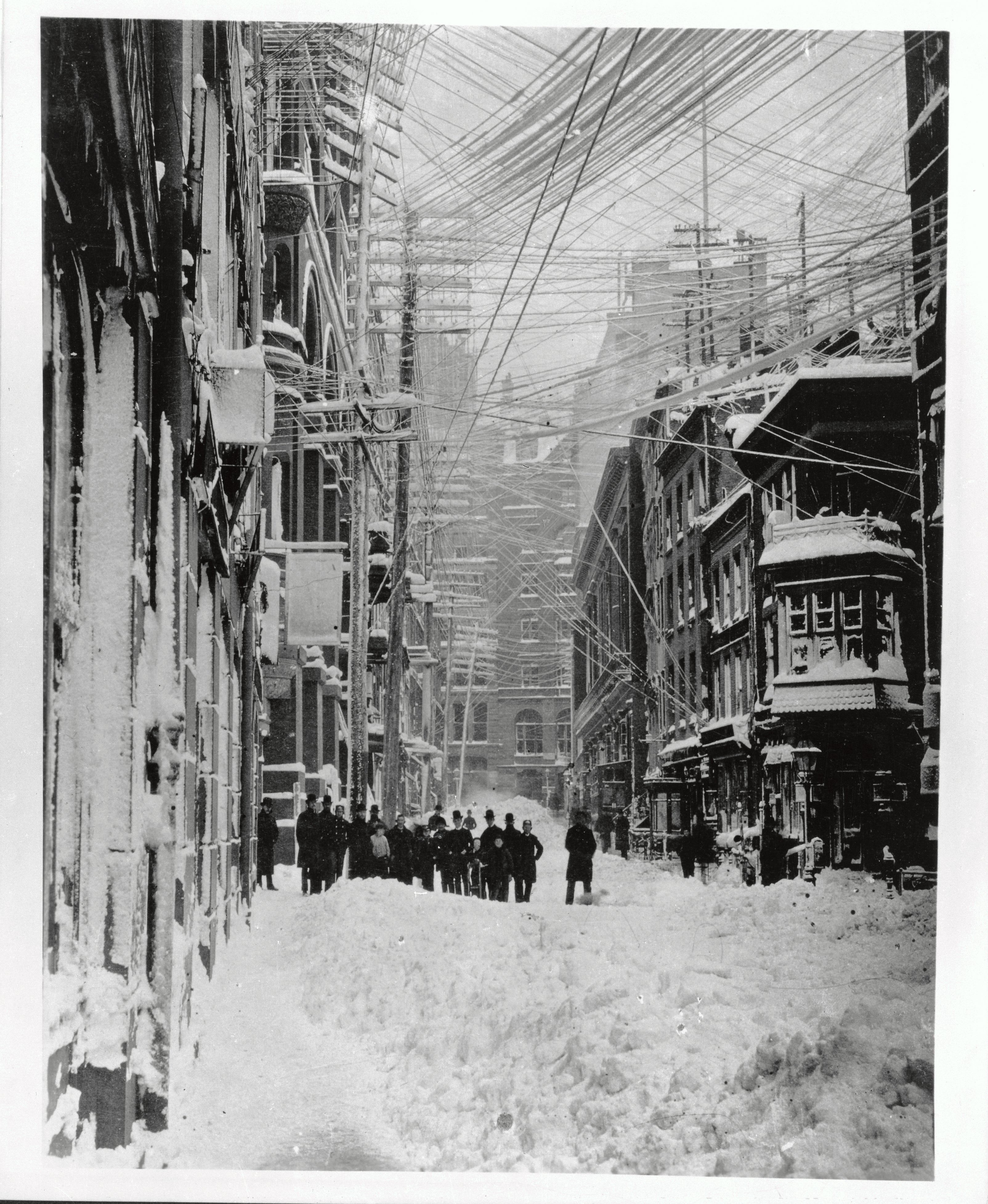
1888: Schneesturm in New York City

- 1888: An der Ostküste der USA setzt ein gewaltiger Schneesturm ein, der die gesamte Region dreieinhalb Tage lang lahmlegt und rund 400 Todesopfer fordert.
- 1933: Ein Erdbeben unbekannter Stärke in Long Beach, Kalifornien fordert 115 Todesopfer.
- 2011: Das Tōhoku-Erdbeben erschüttert Japan und löst einen Tsunami und die Nuklearkatastrophe von Fukushima aus.

Kleinere Unglücksfälle sind in den Unterartikeln von Katastrophe und in der Liste von Katastrophen aufgeführt.

### Sport
- 1951: In Neu-Delhi gehen die ersten Asienspiele zu Ende.
- 1991: Durch ihren Sieg im Finale von Key Biscayne wird Monica Seles neue Nummer 1 der Tennis-Weltrangliste der Damen und löst damit Steffi Graf ab, die diese Position seit dem 17. August 1987 186 Wochen und insgesamt bislang unerreichte 377 Wochen lang innegehabt hat.

Einträge von Leichtathletik-Weltrekorden befinden sich unter der jeweiligen Disziplin unter Leichtathletik.

## Geboren

### Vor dem 19. Jahrhundert
- 0832: Shōbō, japanischer Mönch
- 1485: Bernhard von Cles, Bischof von Trient, Kardinal, Präsident des Geheimen Rates unter Ferdinand I., Apostolischer Administrator von Brixen
- 1520: Vollrad von Mansfeld, deutscher Söldnerführer
- 1526: Heinrich Rantzau, dänischer Statthalter des königlichen Anteils an den Herzogtümern Schleswig und Holstein
- 1530: Johann Wilhelm I., erster Herzog von Sachsen-Weimar
- 1543: Dorothea von Sachsen-Lauenburg, Herzogin von Braunschweig-Grubenhagen
- 1544: Torquato Tasso, italienischer Dichter
- 1594: Jakob Müller, deutscher Humanmediziner und Mathematiker
- 1615: Johann Weikhard von Auersperg, österreichischer Minister, Fürst von Auersperg, Reichsfürst von Tengen, Herzog von Münsterberg
- 1616: Johannes Brever, deutscher Theologe

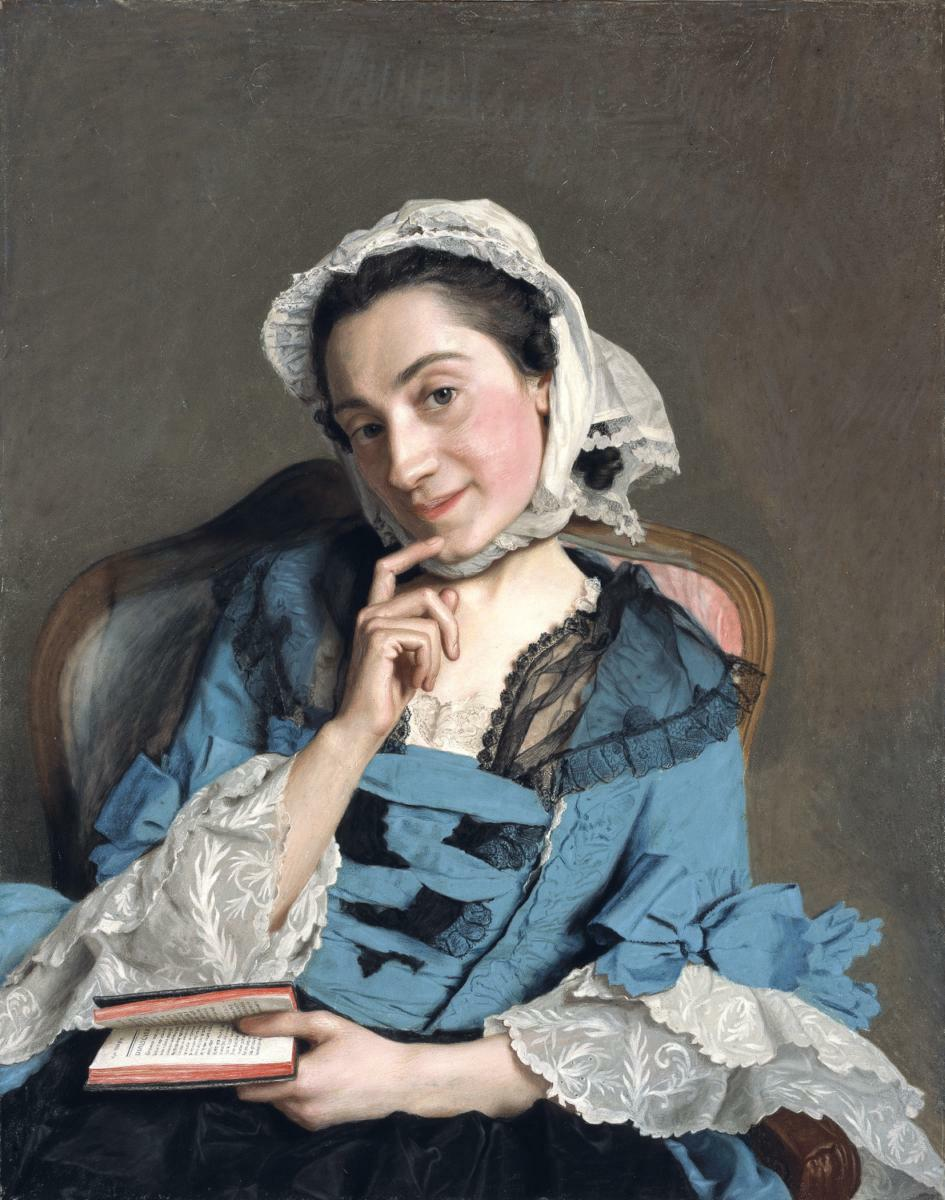
Louise d’Épinay (* 1726)

- 1645: Valentin Veltheim, deutscher Moralphilosoph und Theologe
- 1654: Heinrich Georg Neuss, deutscher Kirchenlieddichter
- 1683: Caroline von Brandenburg-Ansbach, Königin von Großbritannien
- 1683: Giovanni Veneziano, neapolitanischer Komponist und Organist
- 1707: Friedrich Grimm, deutscher Pfarrer, Großvater der Brüder Grimm
- 1726: Louise d’Épinay, französische Schriftstellerin und Salonnière
- 1726: Wassili Jakowlewitsch Tschitschagow, russischer Admiral und Polarforscher
- 1729: Sophie Marie von Voß, preußische Hofdame und Beraterin
- 1731: Robert Treat Paine, britisch-amerikanischer Jurist und Politiker, einer der Gründungsväter der USA, Attorney General von Massachusetts
- 1744: José Anastácio da Cunha, portugiesischer Mathematiker und Lyriker
- 1745: Bodawpaya, König der Konbaung-Dynastie in Birma
- 1755: Nikolaus Ferdinand Auberlen, württembergischer Musiker und Komponist
- 1757: Felicitas Agnesia Ritz, deutsche Opernsängerin (Sopran)
- 1761: Friedrich Vieweg, deutscher Verleger, Gründer des Vieweg Verlages
- 1765: Johann Karl Osterhausen, deutscher Mediziner
- 1767: Johann Gottlieb Süßkind, deutscher Bankier und Großgrundbesitzer, reichster Mann Schwabens seit dem Dreißigjährigen Krieg
- 1769: Hans Joachim Steinmann, Bürgermeister in St. Gallen
- 1779: Philipp, Landgraf von Hessen-Homburg
- 1781: August von Legat, preußischer Generalleutnant, Direktor des Potsdamer Militärwaisenhauses
- 1785: Eleonore Prochaska, deutsche Freiheitskämpferin
- 1790: Ignaz von Rudhart, bayerischer Jurist und Politiker, MdL, Ministerpräsident von Griechenland
- 1795: Magnus Jacob Crusenstolpe, schwedischer Adliger, Jurist, Publizist und Schriftsteller

### 19. Jahrhundert

#### 1801–1850
- 1802: Heinrich Friedrich Philipp von Bockelberg, preußischer Diplomat
- 1807: Louis Boulanger, französischer Maler
- 1810: Eberhard zu Stolberg-Wernigerode, Politiker und preußischer Staatsbeamter
- 1811: Leopold Copeland Parker Cowper, US-amerikanischer Politiker und Jurist

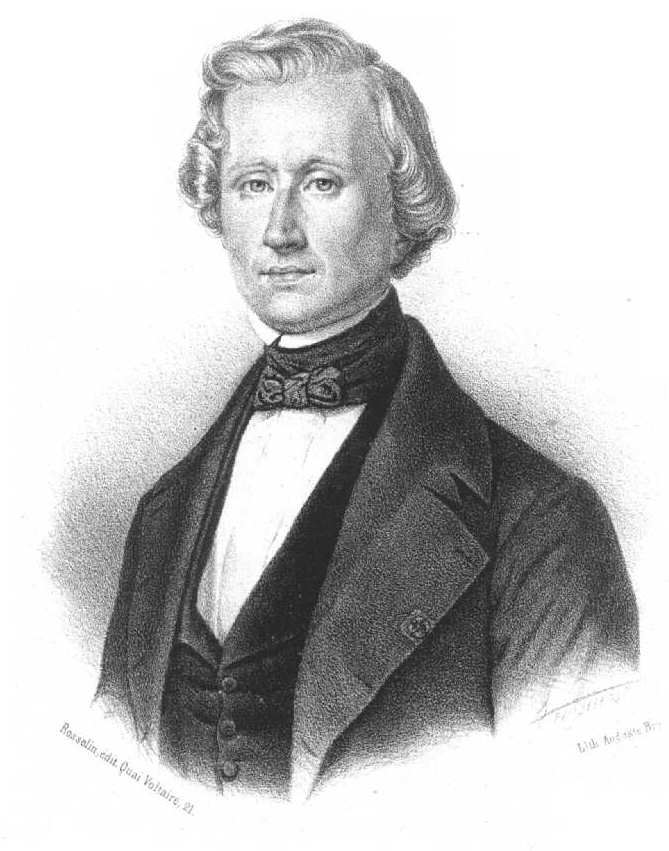
Urbain Le Verrier (* 1811)

- 1811: Urbain Le Verrier, französischer Mathematiker und Astronom
- 1813: Philipp Ludwig Adam, deutscher Unternehmer und Politiker
- 1813: James Anderson, britisch-italienischer Fotograf
- 1818: Marius Petipa, französisch-russischer Tänzer und Choreograf
- 1818: Henri Étienne Sainte-Claire Deville, französischer Chemiker
- 1819: Henry Tate, englischer Händler, Gründer der Tate-Gallery
- 1821: Georg Schmitt, deutscher Komponist und Organist
- 1822: Joseph Bertrand, französischer Mathematiker und Pädagoge
- 1824: Julius Blüthner, deutscher Klavierbauer
- 1826ː Wilhelmine Auguste von Schack, deutsche Zeichnerin in der Zeit des späten Biedermeiers
- 1827: Franz Magnus Böhme, Musiklehrer, deutscher Volksliedforscher und -sammler
- 1829: Jakob Anderegg, Schweizer Bergführer
- 1830: Eduard Dallmann, deutscher Entdecker und Polarforscher
- 1831: John Arnot junior, US-amerikanischer Politiker

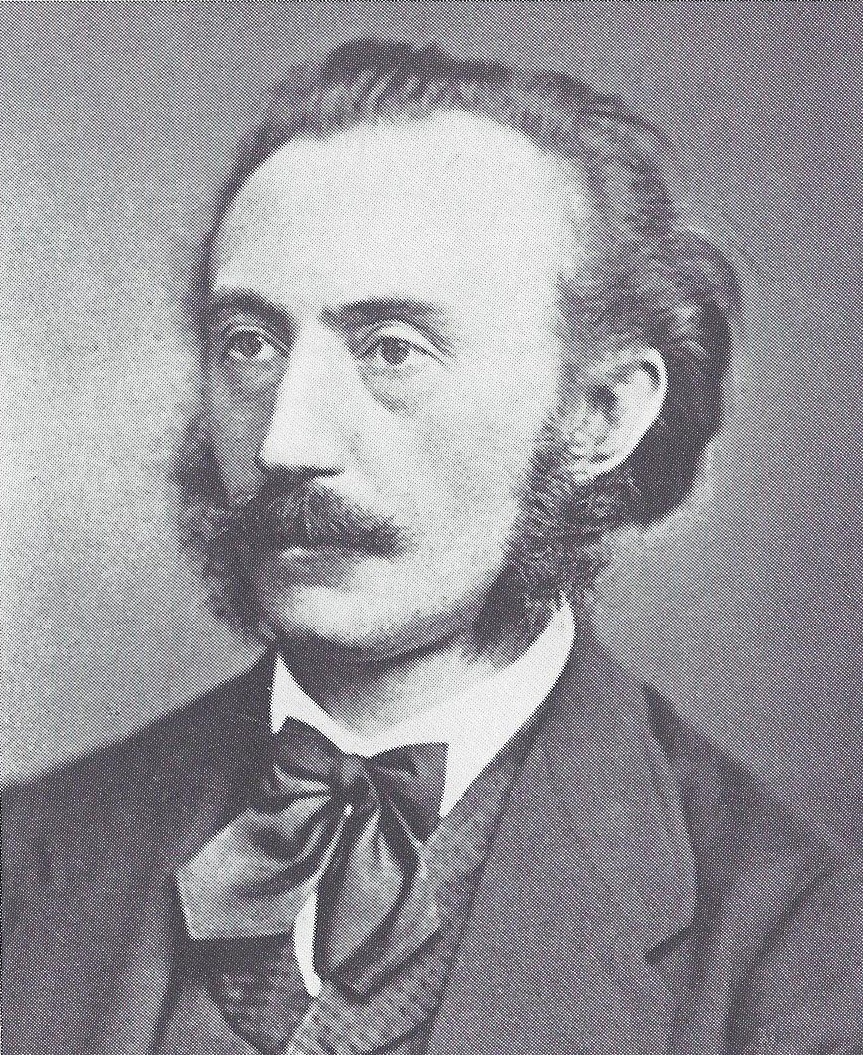
Ernst Wichert (* 1831)

- 1831: Ernst Wichert, deutscher Schriftsteller und Jurist
- 1832: William Ruffin Cox, General der Konföderierten
- 1836: Wilhelmine von Hillern, deutsche Schauspielerin und Schriftstellerin
- 1838: Ōkuma Shigenobu, japanischer Politiker, Premierminister
- 1839: Arthur Pue Gorman, US-amerikanischer Politiker
- 1839: Franz von Meran, österreichischer Adliger, Stammvater des Hauses Meran
- 1840: Rudolf Hausleithner, österreichischer Maler
- 1841: Franz Misteli, Schweizer Altphilologe und Sprachwissenschaftler
- 1844: Ignaz Graf von Attems, österreichischer Politiker
- 1848: Richard Albert Fellinger, deutscher Industrieller
- 1850: Sophie von Adelung, deutsche Schriftstellerin und Malerin
- 1850: Eduard Züblin, Schweizer Ingenieur und Unternehmer

#### 1851–1900
- 1851: Fritz Ebersold, Schweizer Redakteur, Schriftsteller und Bühnenautor
- 1853: George A. Anderson, US-amerikanischer Politiker, Mitglied des Repräsentantenhauses
- 1854: Wassil Radoslawow, bulgarischer Politiker und Ministerpräsident
- 1855: Josef Lang, österreichischer Scharfrichter
- 1856: Gotthold Gundermann, deutscher Altphilologe

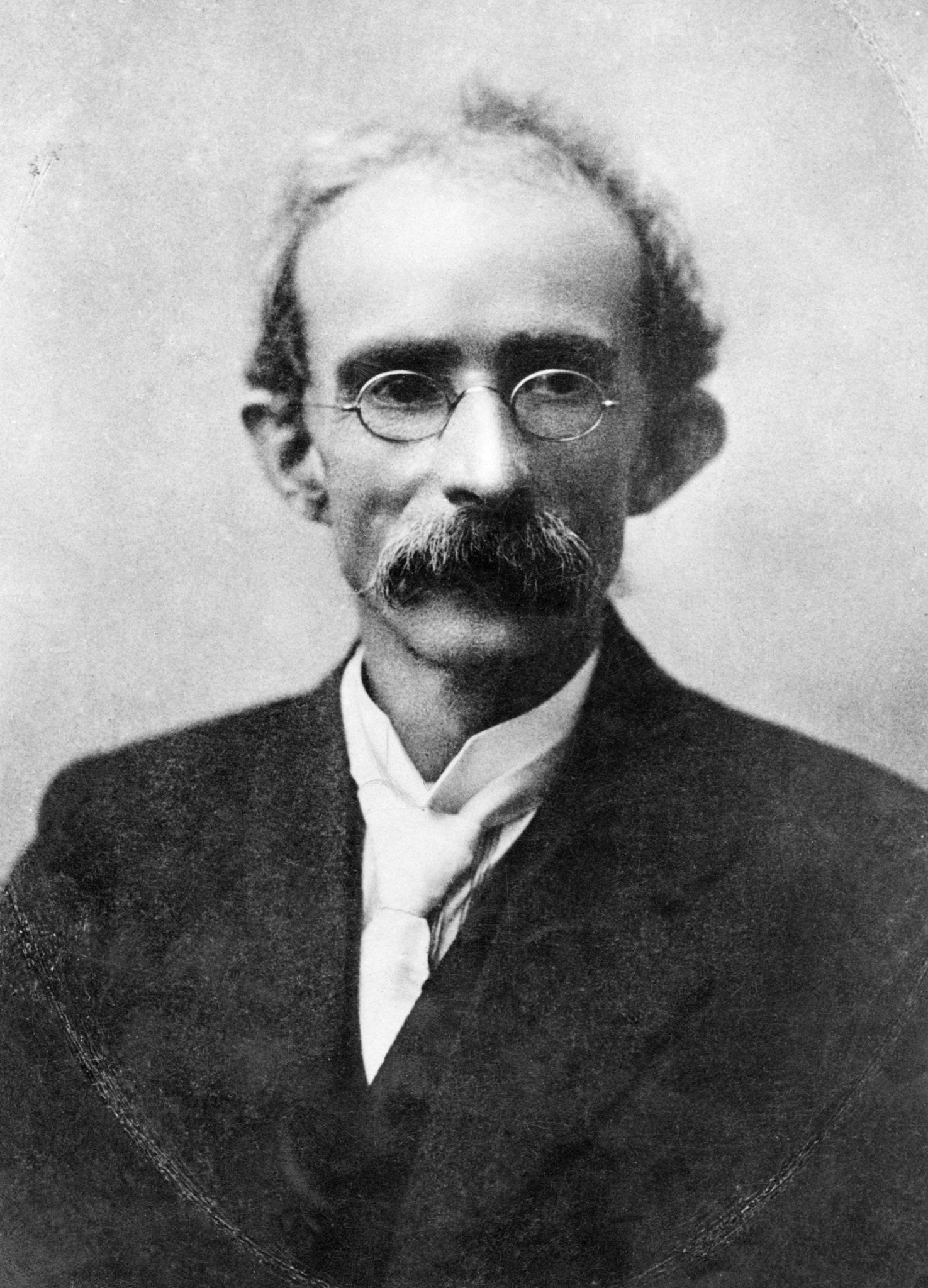
Thomas James Clarke (* 1858)

- 1858: Thomas James Clarke, irischer Revolutionär
- 1858: Jean Charles Naber, niederländischer Rechtswissenschaftler
- 1860: Emil Ertl, österreichischer Dichter und Schriftsteller
- 1860: Rodolphe Wytsman, belgischer Maler
- 1861: Carl Friedrich Lehmann-Haupt, deutscher Altorientalist und Althistoriker
- 1861: Oscar Seifert, Leipziger Original
- 1862: Georg Busch, deutscher Bildhauer
- 1863: Ernst Theodor Haux, deutscher Unternehmer
- 1863: Wolodymyr Lypskyj, sowjetischer Botaniker
- 1864: Georg Gröne, deutscher Bildhauer
- 1866: Charles Andler, französischer Germanist und Professor

Louis Bachelier (* 1870)

- 1870: Louis Bachelier, französischer Mathematiker
- 1870: Elisabeth Neelsen, deutsche Landschaftsmalerin und Kunsterzieherin
- 1872: Olga Prager, österreichische Malerin
- 1874: Christian Bürckstümmer, deutscher evangelischer Geistlicher und Hochschullehrer
- 1875: Victor Wallenberg, schwedischer Sportschütze
- 1876: Carl Ruggles, US-amerikanischer Komponist
- 1877: Carl Wollert, schwedischer Sportschütze
- 1878: René Vierne, französischer Organist und Komponist
- 1881: Ladislav Zelenka, tschechischer Cellist
- 1882: Gunnar Gundersen, australischer Mathematiker, Hochschullehrer und Schachspieler
- 1883: Paul Levi, deutscher Rechtsanwalt und Politiker, Mitbegründer und Vorsitzender der KPD, MdR

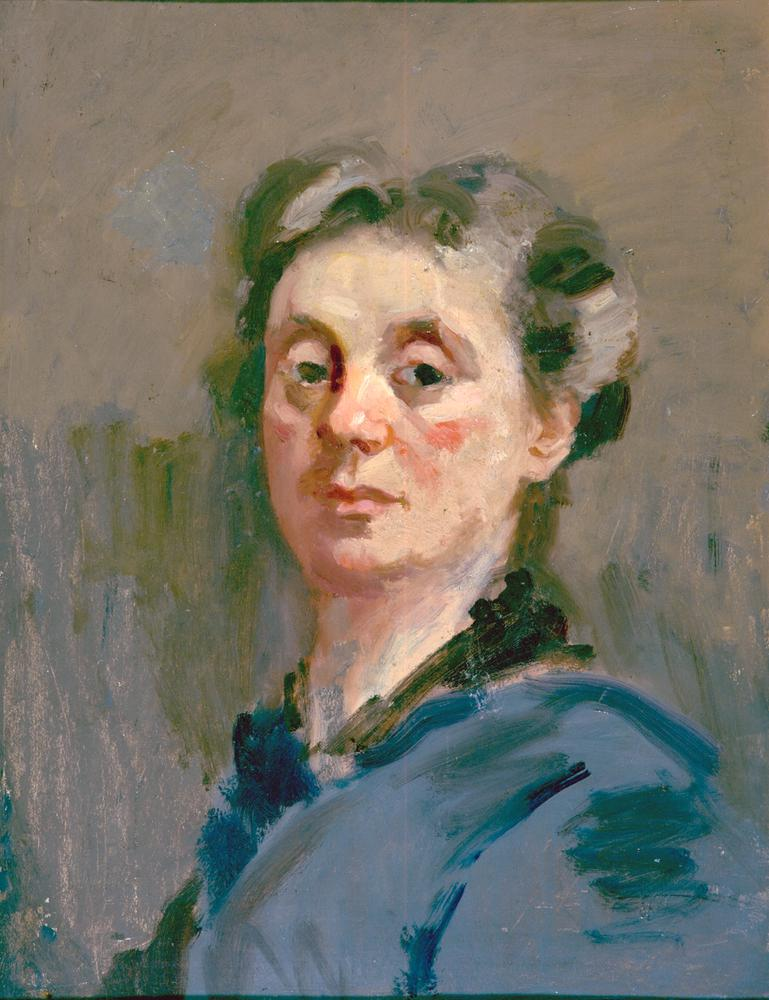
Marianne Franken (* 1884)

- 1884: Marianne Franken, niederländische Malerin und NS-Opfer
- 1884: Lewi Pethrus, schwedischer Pastor, Initiator und Leiter der Pfingstbewegung in Schweden
- 1885: Mario Albertini, italienischer Schwimmer und Ruderer
- 1885: Malcolm Campbell, englischer Rennsportler und Journalist
- 1885: Hans Leibelt, deutscher Schauspieler
- 1886: Willie Kivlichan, schottischer Fußballspieler und Arzt
- 1887: Raoul Walsh, US-amerikanischer Filmregisseur
- 1889: Christian Arnold, deutscher Maler
- 1889: Paul Jaray, ungarischer Aerodynamiker, Vater der Stromlinienform
- 1890: Vannevar Bush, US-amerikanischer Ingenieur und Informatiker
- 1891: Max Kaus, deutscher Maler und Graphiker
- 1892: Otto Laubinger, deutscher Schauspieler und Funktionär des Nationalsozialismus
- 1892: Caroline Reinagle, englische Komponistin, Pianistin und Musiklehrerin
- 1893: Leopold Szondi, ungarischer Mediziner und Psychologe

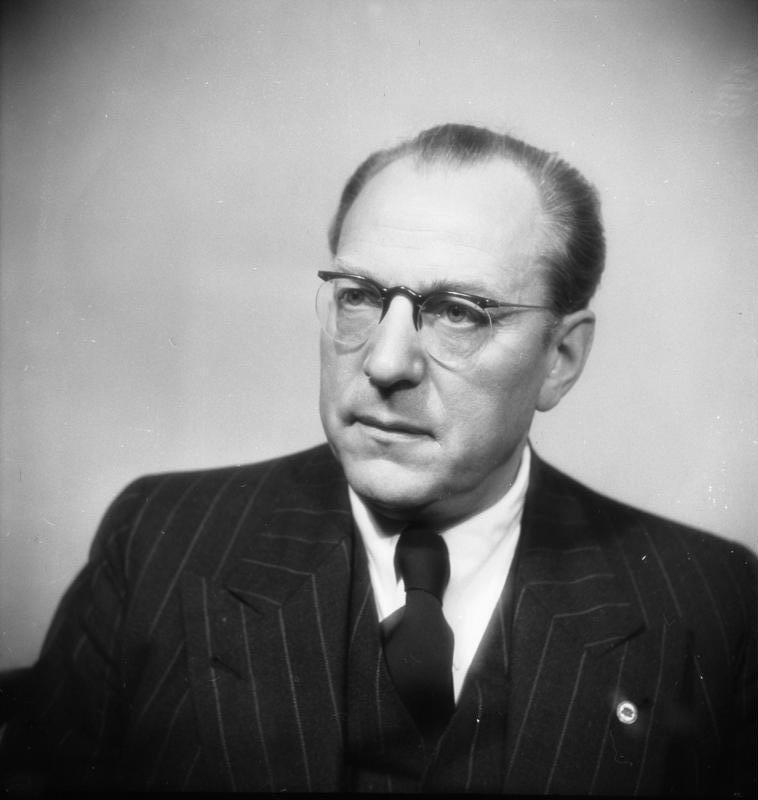
Otto Grotewohl (* 1894)

- 1894: Otto Grotewohl, deutscher Politiker, Ministerpräsident der DDR
- 1895: Hans Drexler, deutscher Altphilologe
- 1895: Elisabeth von Hessen-Darmstadt, Prinzessin von Hessen und bei Rhein
- 1895: Fritz Loewe, deutscher Meteorologe und Polarforscher
- 1896: Anton Anderluh, österreichischer Volksmusiksammler
- 1896: Maria Bach, österreichische Pianistin, Violinistin, Komponistin und bildende Künstlerin
- 1896: Caesar von Hofacker, deutscher Offizier, Widerstandskämpfer des 20. Juli 1944
- 1896: Hermann Weber, deutscher Motorradkonstrukteur und -rennfahrer
- 1897: Julius Bürger österreichisch-amerikanischer Komponist, Pianist und Dirigent
- 1897: Henry Cowell, US-amerikanischer Komponist
- 1897: Johann Raithel, deutscher General
- 1898: Amédé Ardoin, US-amerikanischer Musiker
- 1899: Frederik IX., König von Dänemark
- 1900: Richard Aster, deutscher SA-Führer
- 1900: Georg Budke, deutscher Politiker
- 1900: Laughing Charley Lincoln, US-amerikanischer Blues-Gitarrist und Sänger

### 20. Jahrhundert

#### 1901–1925
- 1901: Josef Martin Bauer, deutscher Schriftsteller
- 1901: Karl Hoffmann, deutscher Politiker, MdB
- 1903: Otto Faist, deutscher Leichtathlet und Fußballtrainer
- 1903: Ronald Syme, neuseeländischer Historiker
- 1904: Albrecht von Hagen, deutscher Jurist und Widerstandskämpfer
- 1904: Margarethe von Oven, deutsche Widerstandskämpferin
- 1906: Ferid Alnar, türkischer Komponist
- 1906: Beppo Brem, deutscher Schauspieler
- 1906: Zino Davidoff, ukrainisch-schweizerischer Unternehmer
- 1906: Pierre Grosheintz, Schweizer Staatsbeamter
- 1907: Georg Maurer, deutscher Lyriker, Essayist und Übersetzer

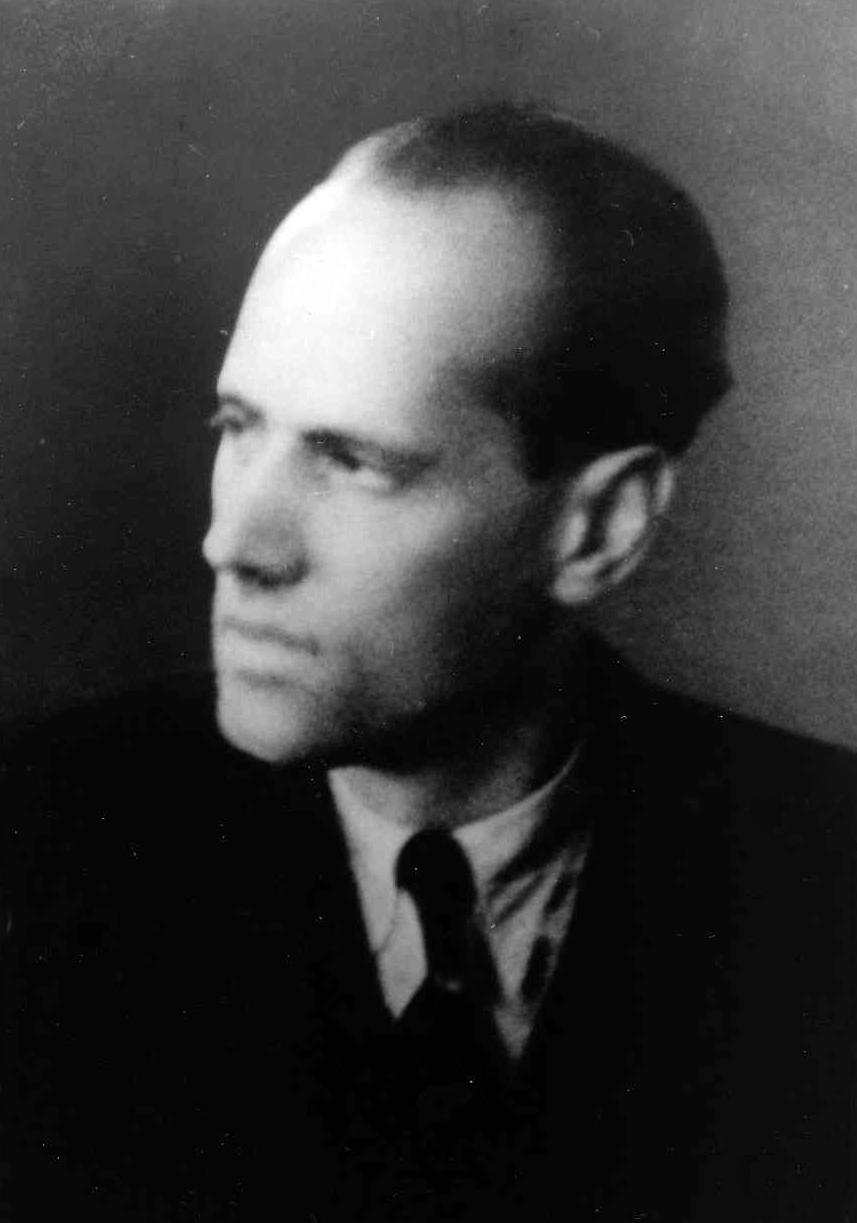
Helmuth James Graf von Moltke (* 1907)

- 1907: Helmuth James Graf von Moltke, deutscher Jurist und Widerstandskämpfer
- 1907: Mortimer Morris-Goodall, britischer Autorennfahrer
- 1908: John Einar Åberg, schwedischer Schriftsteller und Drehbuchautor
- 1908: Hansjörg Oeschger, deutscher Forstmann und Aktivist der Jugendbewegung
- 1909: Max Lüthi, Schweizer Literaturwissenschaftler und Märchenforscher
- 1910: Robert Havemann, deutscher Chemiker, Kommunist und Widerstandskämpfer, Regimekritiker in der DDR
- 1910: Konstantin Konstantinowitsch Kokkinaki, sowjetischer Testpilot
- 1910: Jacinta Marto, portugiesische Selige, Zeugin einer Marienerscheinung
- 1911: Pericle Patocchi, Schweizer Schriftsteller und Lehrer
- 1911: Fritz Trautwein, deutscher Architekt
- 1912: Paul Janes, deutscher Fußballspieler
- 1912: Karl Kleinjung, deutscher Stasi-General
- 1912: Hanns-Gero von Lindeiner, deutscher Forstmann, Jäger, Diplomat und Politiker, MdB
- 1912: Matylda Pálfyová, slowakische Turnerin
- 1913: John Weinzweig, kanadischer Komponist
- 1914: William Lloyd Webber, britischer Kirchenmusiker und Komponist
- 1915: Werner Böhmer, deutscher Jurist, Richter des Bundesverfassungsgerichts
- 1915: Vijay Hazare, indischer Cricketspieler
- 1915: Karl Krolow, deutscher Schriftsteller

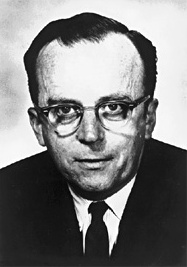
J. C. R. Licklider (* 1915)

- 1915: J. C. R. Licklider, US-amerikanischer Psychologe und Informatiker
- 1916: Erkki Aro, finnischer Orientierungsläufer
- 1916: Ferdy Mayne, deutscher Schauspieler
- 1916: Harold Wilson, britischer Politiker, Premierminister
- 1917: Günter Goetzendorff, deutscher Politiker, MdB
- 1919: Mercer Ellington, US-amerikanischer Jazzmusiker
- 1919: Joaquín Mendivel, kubanischer Pianist, Arrangeur, Komponist, Orchesterleiter und Musikpädagoge
- 1920: Nicolaas Bloembergen, US-amerikanischer Physiker
- 1920: Benjamin Ferencz, US-amerikanischer Jurist, Chefankläger im Einsatzgruppen-Prozess
- 1921: Emma-Maria Lange, deutsche Bildhauerin und Puppenmacherin
- 1921: Astor Piazzolla, argentinischer Tangomusiker, Bandoneon-Spieler und Komponist
- 1922: Martin Jim Aitken, britischer Physiker
- 1922: Giuseppe Baldini, italienischer Fußballspieler und -trainer
- 1922: Cornelius Castoriadis, griechischer Psychoanalytiker, Jurist und Widerstandskämpfer
- 1922: Abdul Razak, malaysischer Politiker, Premierminister
- 1923: Agatha Barbara, maltesische Politikerin, Präsidentin von Malta
- 1923: Louise Brough, US-amerikanische Tennisspielerin
- 1923: Horst Fügner, deutscher Motorradrennfahrer
- 1923: Hildegard Gerster-Schwenkel, deutsche Mundartdichterin
- 1923ː Alice von Hildebrand, katholische Philosophin und Theologin
- 1924ː Thea Altaras, jugoslawisch-deutsche Architektin, Autorin, Vorsitzende der jüdischen Gemeinde Gießen
- 1924: Franco Basaglia, italienischer Psychiater
- 1924: Erich Schmitt, deutscher Karikaturist
- 1924: Jozef Tomko, slowakischer Geistlicher, Kardinal
- 1925: Christopher Anvil, US-amerikanischer Science-Fiction-Autor
- 1925: Joachim Cadenbach, deutscher Schauspieler und Fernsehmoderator
- 1925ː Margaret Oakley Dayhoff, US-amerikanische Biochemikerin

#### 1926–1950
- 1926: Heinz Kiessling, deutscher Musiker und Orchesterleiter, Komponist und Musikproduzent
- 1926: Karl Moersch, deutscher Politiker, Journalist und Sachbuchautor, MdB, Parlamentarischer Staatssekretär
- 1926: Herbert Peter, deutscher Landeskirchenmusikdirektor und Komponist
- 1926: Peer Schmidt, deutscher Schauspieler und Synchronsprecher

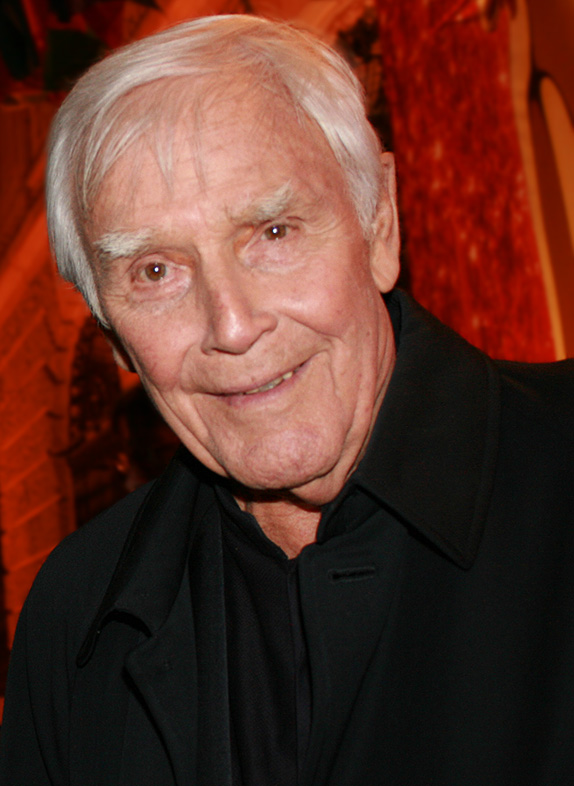
Joachim Fuchsberger (* 1927)

- 1927: Joachim Fuchsberger, deutscher Schauspieler und Entertainer
- 1927: Freda Meissner-Blau, österreichische Politikerin, Abgeordnete zum Nationalrat
- 1927: Dempsey Wilson, US-amerikanischer Autorennfahrer
- 1927: Vince Boryla, US-amerikanischer Basketballspieler, -trainer, -funktionär und -scout
- 1928: Gerhard Ambros, deutscher Parteifunktionär und Politiker
- 1928: Käthe Recheis, österreichische Kinder- und Jugendbuchautorin
- 1928: Frederick Stafford, österreichisch-tschechoslowakischer Schauspieler und Sportler
- 1929: Giorgos Savvidis, griechischer Literaturwissenschaftler
- 1929: Theo Sorg, deutscher evangelischer Theologe
- 1930: Lennart Heimer, schwedisch-US-amerikanischer Neurochirurg
- 1930: Troy Ruttman, US-amerikanischer Rennfahrer
- 1930: Günter Sieber, deutscher Politiker und Diplomat, Minister und Botschafter der DDR, Mitglied des ZK der SED, Abgeordneter der Volkskammer
- 1930: Anneke Uittenbosch, niederländische Cembalistin
- 1930ː Myra Warhaftig, israelische Architektin, Bauhistorikerin und Schriftstellerin
- 1931: Janosch, deutscher Kinderbuchautor und Schriftsteller
- 1931: Rupert Murdoch, australischer Medienunternehmer
- 1932: Yvonne Barr, irisch-australische Virologin
- 1932: Leroy Jenkins, US-amerikanischer Komponist
- 1932: René Morel, französisch-amerikanischer Geigenbauer
- 1933: Léa Garcia, brasilianische Schauspielerin
- 1933: Jesús Gil, spanischer Politiker, Unternehmer und Fußballfunktionär
- 1933: Roman Suchecki, polnischer Cellist und Musikpädagoge
- 1933: Detlef Wolter, deutscher Komponist
- 1934: Ingrid Lotz, deutsche Leichtathletin, Olympiamedaillengewinnerin
- 1935: Liselotte M. Davis, deutsch-US-amerikanische Germanistin
- 1935: Ernst Lindner, deutscher Fußballspieler
- 1935: Heinz Schemken, deutscher Politiker, MdB

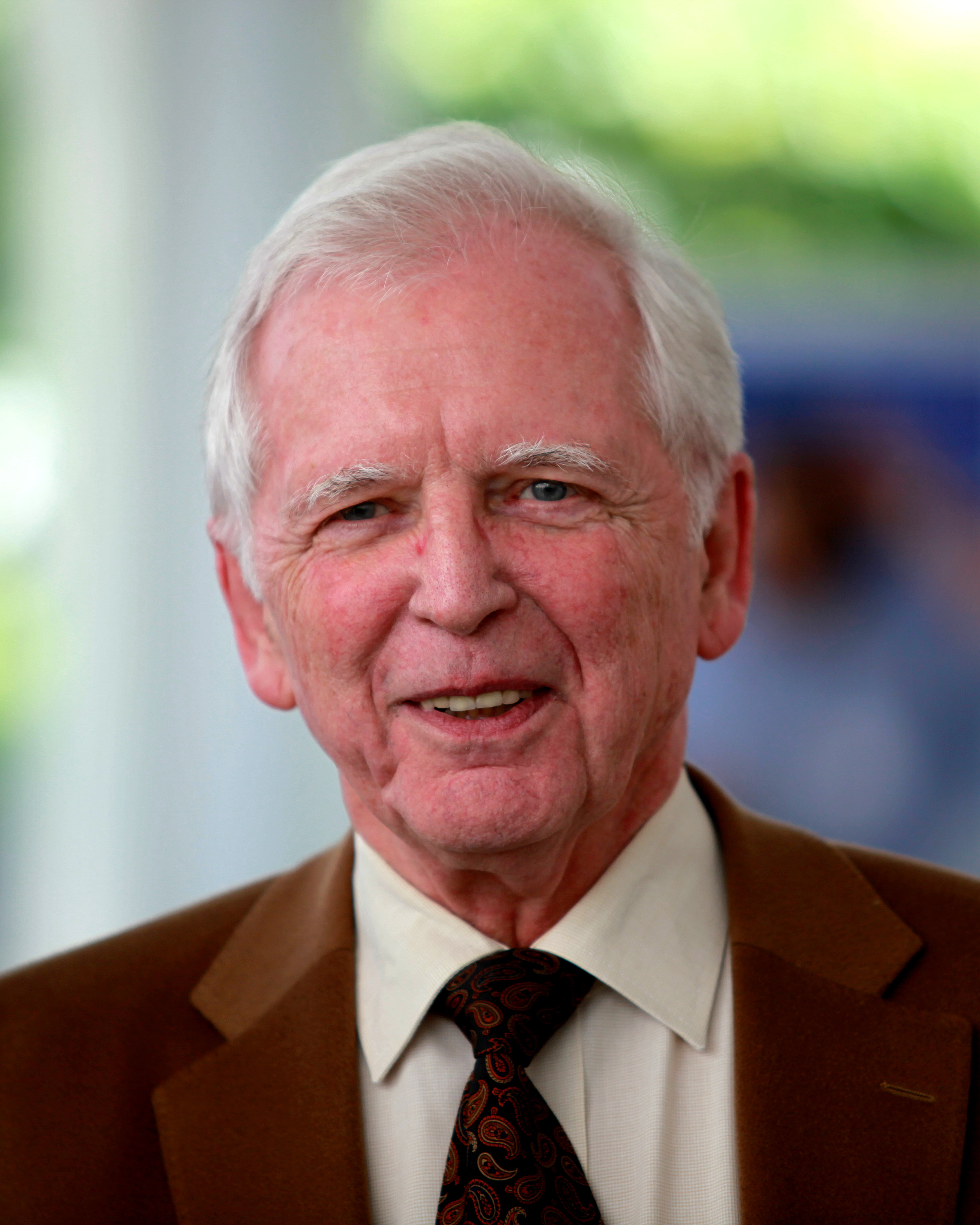
Harald zur Hausen (* 1936)

- 1936: Harald zur Hausen, deutscher Mediziner, Nobelpreisträger
- 1936: Günter Neubert, deutscher Komponist und Tonmeister
- 1936: Antonin Scalia, US-amerikanischer Jurist, Beigeordneter Richter am Supreme Court
- 1937: Paciano Basilio Aniceto, philippinischer Geistlicher, Bischof von Iba, Erzbischof von San Fernando
- 1937: Kurt Bong, deutscher Jazz-Schlagzeuger und Orchesterleiter
- 1937: Jovan Divjak, bosnischer General
- 1937: Dieter Kastrup, deutscher Jurist und Diplomat
- 1937: Alexandra Iwanowna Sabelina, sowjetische Florettfechterin, Weltmeisterin, Olympiasiegerin
- 1938: Christian Wolff, deutscher Schauspieler
- 1939: John C. Wells, britischer Linguist und Professor für Phonetik
- 1939: Hartmut Soell, deutscher Politiker, MdB
- 1940: Alberto Cortez, argentinischer Singer-Songwriter
- 1940: Fanny Morweiser, deutsche Schriftstellerin und Künstlerin
- 1940: Kajo Schommer, deutscher Politiker, Landesminister
- 1940: Mohamed Sourour, marokkanischer Boxer
- 1941: Tim Johnston, britischer Leichtathlet
- 1942: Hartmut Röseler, deutscher Politiker, MdA
- 1942: Willi Weber, deutscher Manager
- 1943: Arturo Merzario, italienischer Automobilrennfahrer und Teambesitzer

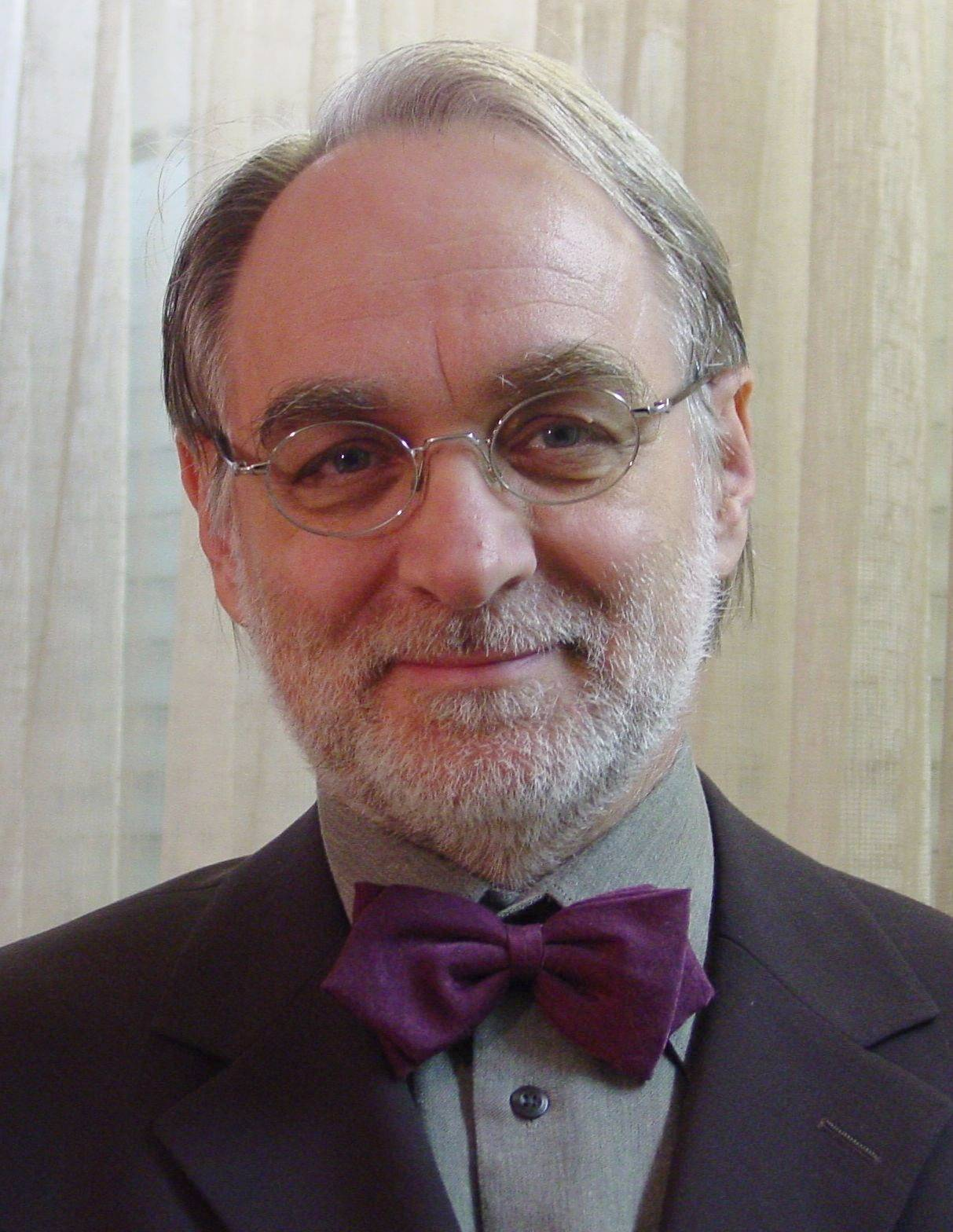
Peter Florian (* 1944)

- 1944: Peter Florian, rumänischer Pianist und Komponist
- 1944: Lutz Mackensy, deutscher Schauspieler
- 1944: Richard McGeagh, US-amerikanischer Schwimmer
- 1944: Wolfgang Reiniger, deutscher Politiker, Oberbürgermeister von Essen
- 1945: Geoff Brown, britischer Vulkanologe und Geologe
- 1945: Harvey Mandel, US-amerikanischer Bluesmusiker und Gitarrist
- 1945: Patrick Murray, australischer Sportschütze
- 1946: Angelo Rossetto, italienischer Ruderer
- 1947: Tristan Murail, französischer Komponist
- 1947: Mark Stein, US-amerikanischer Rockmusiker (Vanilla Fudge)
- 1948: Roy Barnes, US-amerikanischer Politiker, Gouverneur von Georgia
- 1948: Franz Lambert, deutscher Komponist und Organist
- 1949: Pic, Schweizer Clown
- 1949: Georg Schramm, deutscher Kabarettist
- 1949: Werner Weist, deutscher Fußballspieler
- 1950: Katia Labèque, französische Pianistin
- 1950: Bobby McFerrin, US-amerikanischer Jazzmusiker
- 1950: Dieter Schiele, deutscher Jagd- und Pferdemaler
- 1950: Carlo Schmid-Sutter, Schweizer Politiker, Ständerat
- 1950: Jerry Zucker, US-amerikanischer Regisseur und Drehbuchautor

#### 1951–1975
- 1951: Dominique Sanda, französische Schauspielerin
- 1952: Douglas Adams, britischer Schriftsteller
- 1952: Pier Paolo Bianchi, italienischer Motorradrennfahrer
- 1952: James Fleet, britischer Schauspieler
- 1953: Carole André Smith, französische Schauspielerin
- 1953: Willi Winter, deutscher Kabarettist
- 1954: David Newman, US-amerikanischer Komponist
- 1954: Gale Norton, US-amerikanische Politikerin, Attorney General von Colorado, erste Innenministerin der USA
- 1955: James Kazuo Koda, japanischer Geistlicher, Weihbischof in Tokio

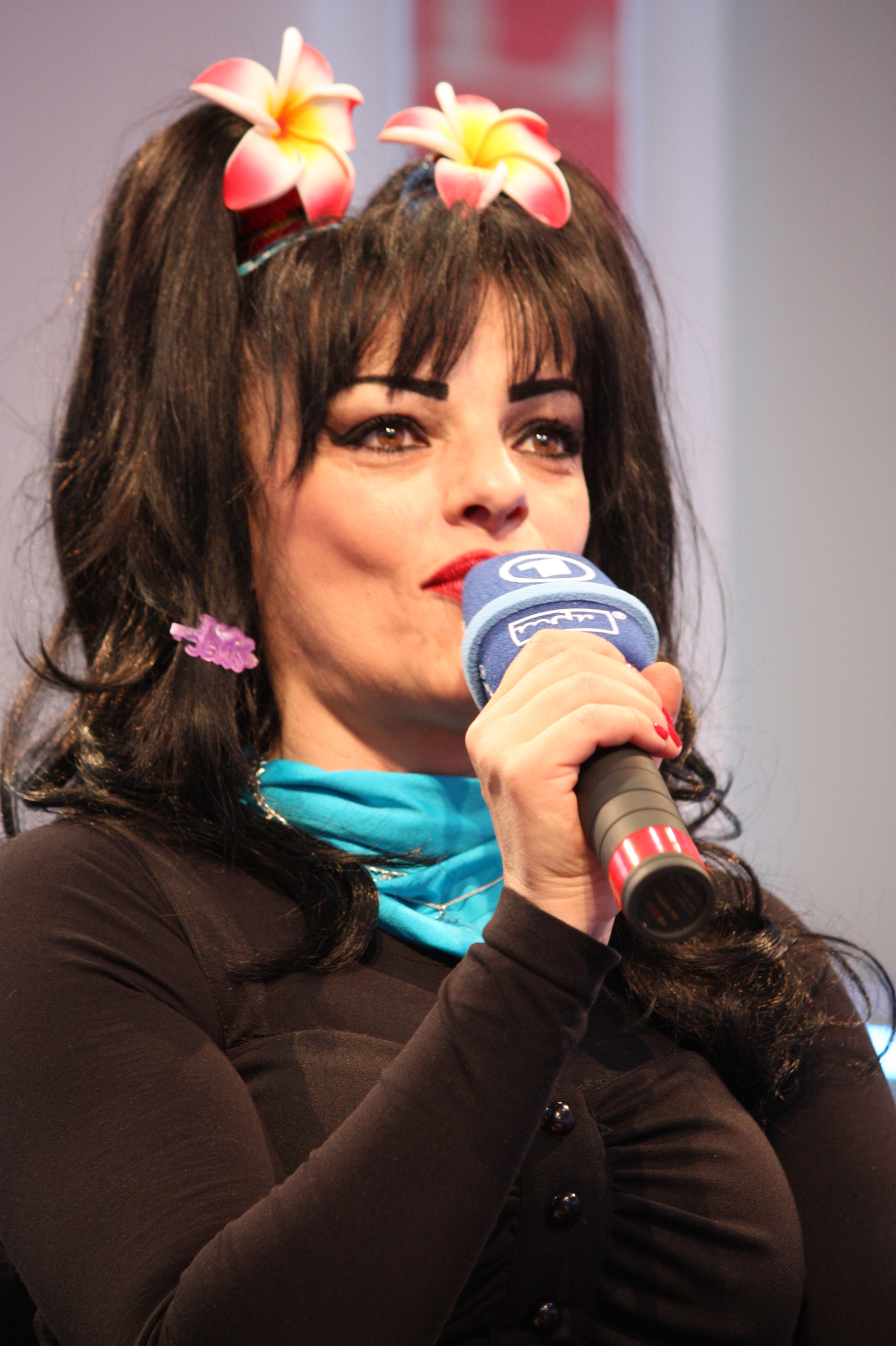
Nina Hagen (* 1955)

- 1955: Nina Hagen, deutsche Sängerin, Schauspielerin und Songwriterin
- 1956: Willie Banks, US-amerikanischer Leichtathlet
- 1956: Carla Estrada, mexikanische Fernsehproduzentin
- 1956: Ozzie Newsome, US-amerikanischer American-Football-Spieler
- 1957: Rupert Ahrens, deutscher Funktionär, Präsident des Verbands der PR-Agenturen in Deutschland (GPRA)
- 1957: Hartmut Pelka, deutscher Fußballspieler
- 1957: Massimo Rocchi, italienisch-schweizerischer Komiker
- 1958: Eddie Lawson, US-amerikanischer Motorradrennfahrer
- 1959: Maria Epple-Beck, deutsche Skirennläuferin, Weltmeisterin
- 1959: Nina Hartley, US-amerikanische Pornodarstellerin
- 1959: Martin Loeb, französischer Schauspieler
- 1959: Elisabeth Schroedter, deutsche Politikerin, MdEP
- 1959: Dejan Stojanović, serbisch-US-amerikanischer Dichter
- 1960: Magnus Büchel, liechtensteinischer Judoka
- 1960: Dieter Finke, deutscher Fußballspieler
- 1961: Marion Brasch, deutsche Schriftstellerin

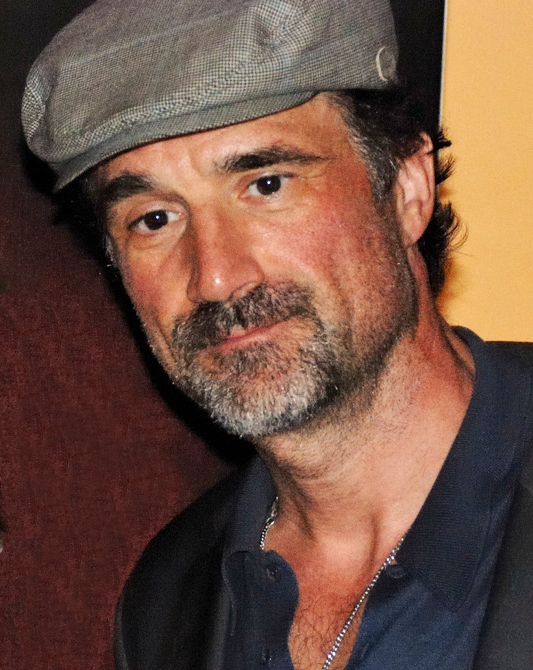
Elias Koteas (* 1961)

- 1961: Elias Koteas, kanadischer Schauspieler
- 1961: Frank Lüdecke, deutscher Kabarettist
- 1961: Barbara Schaefer, deutsche Journalistin und Autorin
- 1961: Helena Verdel, österreichisch-slowenische Publizistin und Sachbuchautorin
- 1962: Alexander Hold, deutscher Jurist, Fernsehdarsteller, Autor und Politiker
- 1962: Jeffrey Nordling, US-amerikanischer Schauspieler
- 1963: Davis Guggenheim, US-amerikanischer Regisseur und Produzent
- 1963: Alex Kingston, britische Schauspielerin
- 1963: David LaChapelle, US-amerikanischer Fotograf und Regisseur
- 1963: Marcos Pontes, brasilianischer Kosmonaut und Politiker
- 1963: Olaf Raschke, deutscher Kommunalpolitiker, Oberbürgermeister von Meißen
- 1963: Veronika Vitzthum, österreichische Skirennläuferin
- 1964: Steffen Bringmann, deutscher Leichtathlet
- 1964: Karin Gastinger, österreichische Juristin und Politikerin, Bundesministerin, Richterin am Bundesverwaltungsgericht
- 1964: Andréas Härry, Schweizer Musicalautor und Produzent
- 1964: Christian Henn, deutscher Radrennfahrer

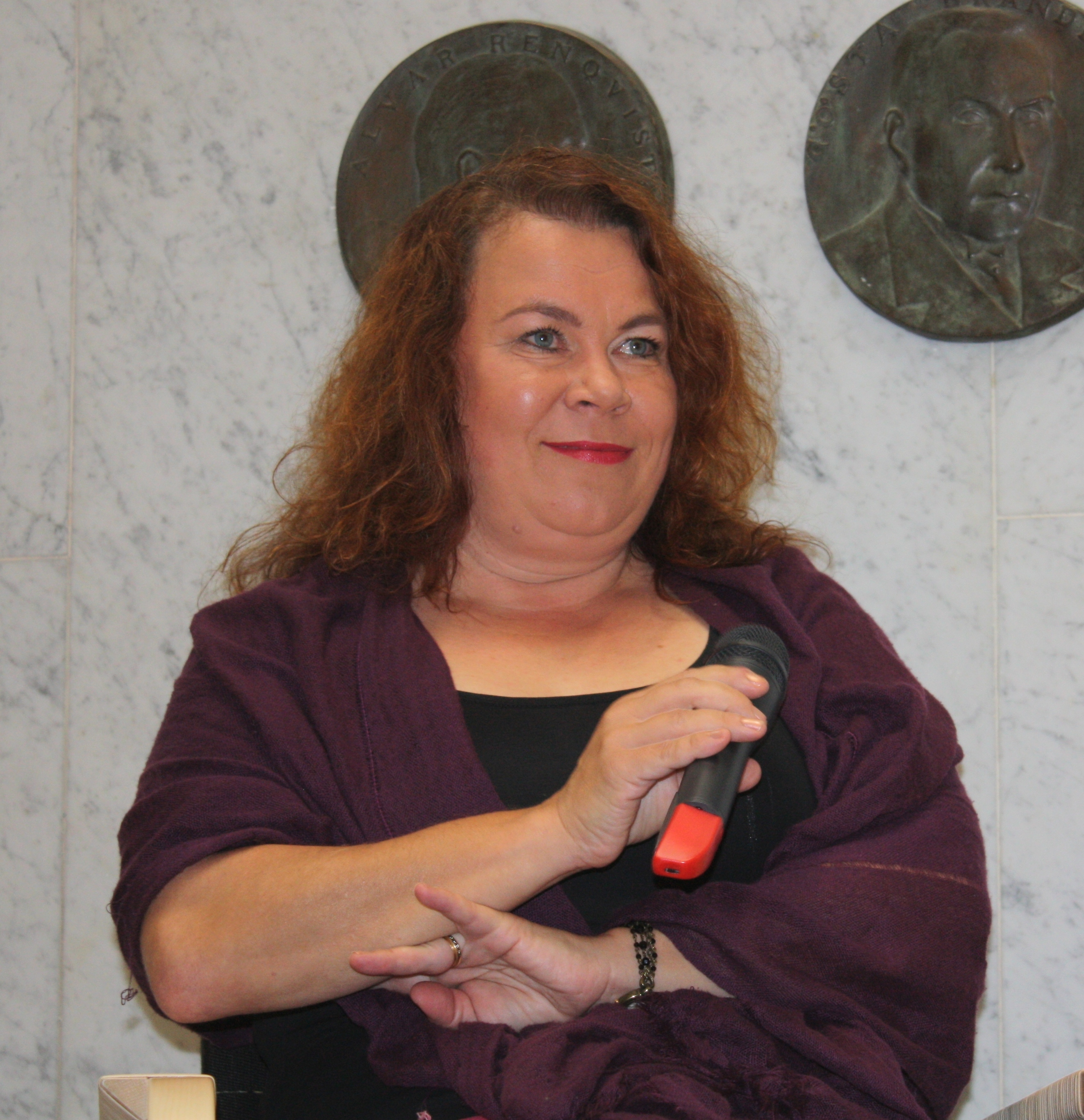
Leena Lehtolainen (* 1964)

- 1964: Leena Lehtolainen, finnische Schriftstellerin
- 1964: Vinnie Paul, US-amerikanischer Schlagzeuger (Pantera)
- 1965: Nigel Adkins, englischer Fußballspieler und -trainer
- 1965: Michael P. Aust, deutscher Kurator, Kulturveranstalter und Filmproduzent
- 1965: Eric Jelen, deutscher Tennisspieler
- 1966: Joe Hachem, libanesisch-australischer Pokerspieler
- 1966: Alice Stewart, US-amerikanische Fernsehjournalistin
- 1967: John Barrowman, britisch-US-amerikanischer Entertainer
- 1967: Grzegorz Braun, polnischer Politiker, Regisseur und Publizist
- 1967: Jean-Guihen Queyras, kanadischer Cellist
- 1968: Simone Buchanan, australische Schauspielerin
- 1968: Boris Guckelsberger, deutscher Komponist und Gitarrist
- 1968: Lisa Loeb, US-amerikanische Sängerin und Schauspielerin
- 1968: Pascal FEOS, deutscher Discjockey und Musikproduzent
- 1970: Cathlen Gawlich, deutsche Schauspielerin und Synchronsprecherin
- 1970: Thomen Stauch, deutscher Schlagzeuger (Blind Guardian)
- 1971: Johnny Knoxville, US-amerikanischer Schauspieler

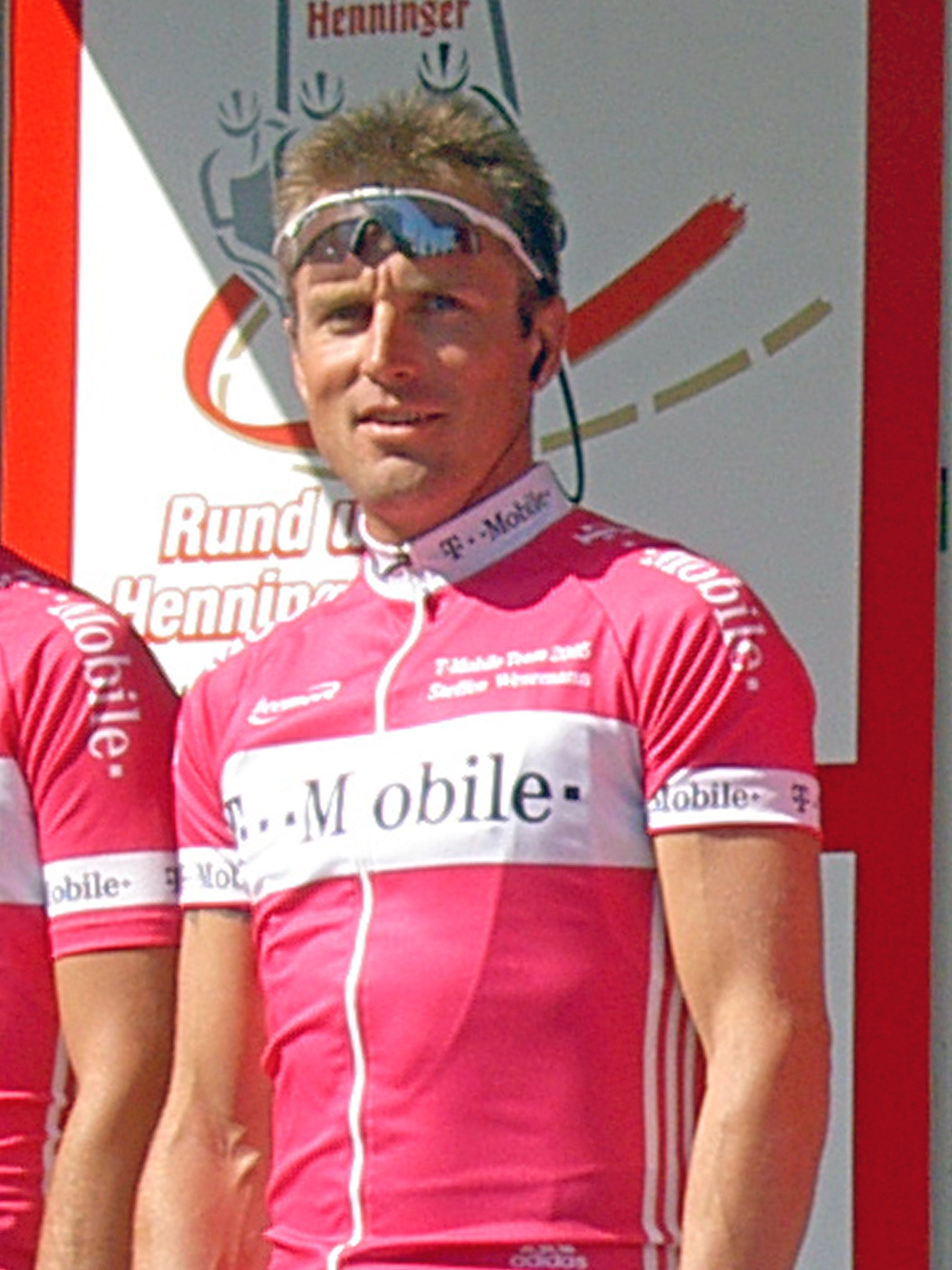
Steffen Wesemann (* 1971)

- 1971: Steffen Wesemann, Schweizer Radrennfahrer
- 1972: Martin Braxenthaler, deutscher Monoskifahrer
- 1972: Timo Brunke, deutscher Wortkünstler, Dichter und Autor
- 1972: Lukas Haselböck, österreichischer Komponist, Musikwissenschaftler und Sänger
- 1973: Christian Carstensen, deutscher Politiker
- 1973: Thomas Christiansen, spanisch-dänischer Fußballspieler
- 1973: Martin Hiden, österreichischer Fußballspieler
- 1973: Vedin Musić, bosnisch-herzegowinischer Fußballspieler
- 1974: Bastian Asdonk, deutscher Autor, Journalist und Musiker, Mitgründer der Videoplattform Hyperbole
- 1974: Hanna Nitsch, deutsche Künstlerin
- 1975; João Barbosa, portugiesischer Autorennfahrer
- 1975: David Cañada, spanischer Radsportler

#### 1976–2000
- 1976: Anja Weisgerber, deutsche Juristin und Politikerin, MdEP
- 1976: Stephan Glaser, deutscher Fußballspieler
- 1976: Thomas Gravesen, dänischer Fußballspieler
- 1976: Craig Parkinson, britischer Schauspieler
- 1977: Stefan Arsenijević, serbischer Filmregisseur und Drehbuchautor
- 1977: Sim Jae-won, südkoreanischer Fußballspieler

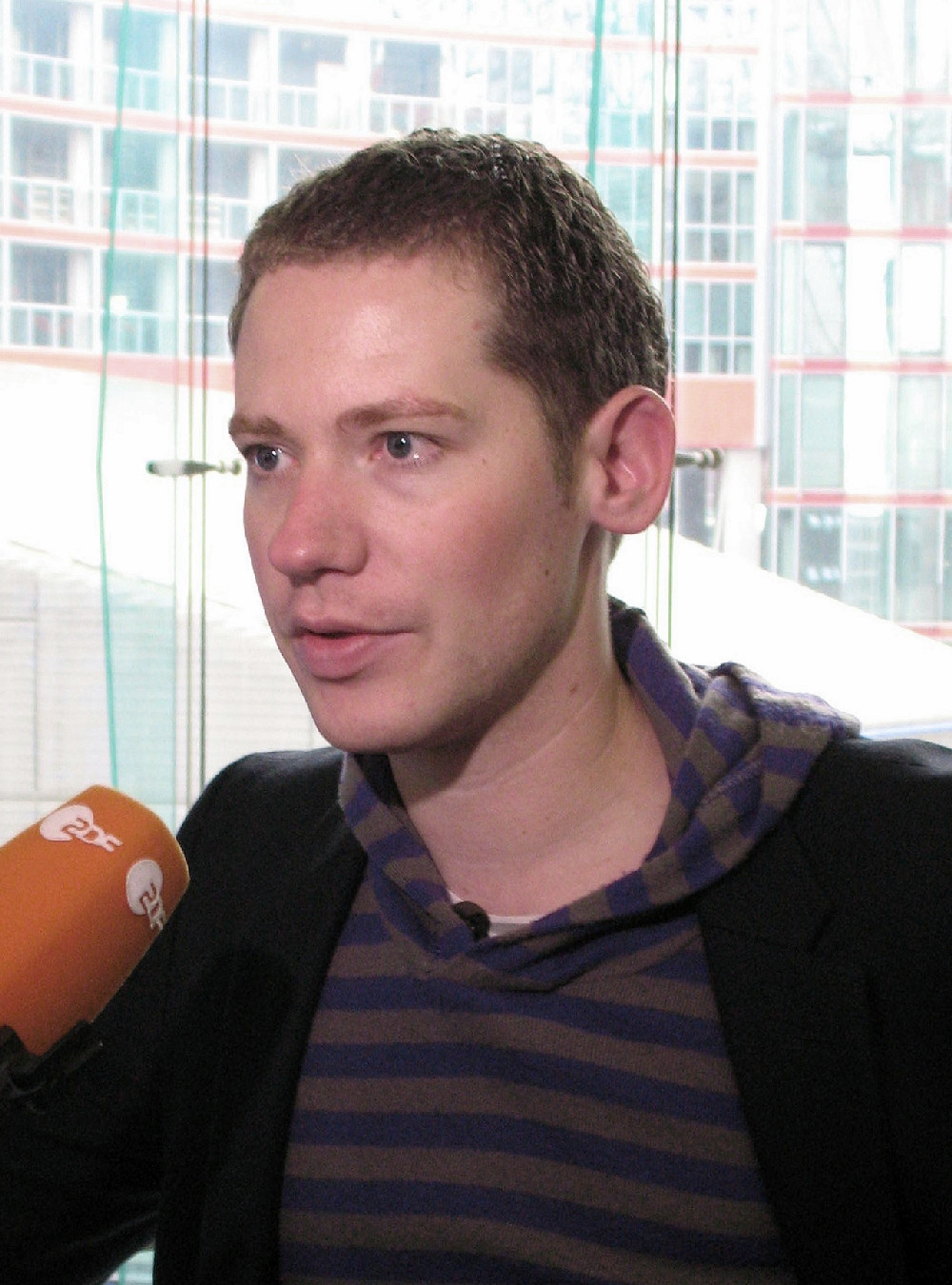
Marco Kreuzpaintner (* 1977)

- 1977: Marco Kreuzpaintner, deutscher Regisseur und Drehbuchautor
- 1978: Craig Fairbaugh, US-amerikanischer Musiker
- 1978: Albert Luque, spanischer Fußballspieler
- 1978: Didier Drogba, ivorischer Fußballspieler
- 1979: Elton Brand, US-amerikanischer Basketballspieler
- 1979: Benji und Joel Madden, US-amerikanische Musiker (Good Charlotte)
- 1981: Ruhal Ahmed, saß zwei Jahre ohne Anklage in Guantanamo, Folteropfer
- 1981: David Anders, US-amerikanischer Schauspieler

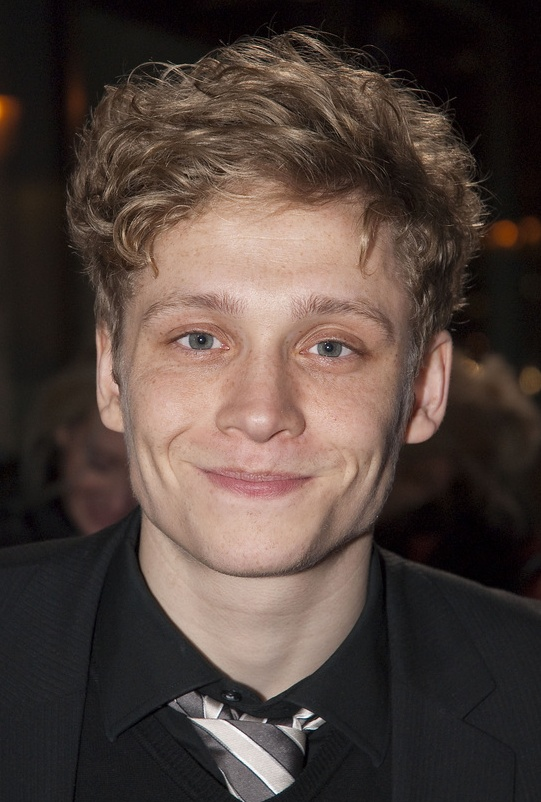
Matthias Schweighöfer (* 1981)

- 1981: Matthias Schweighöfer, deutscher Schauspieler
- 1982: Thora Birch, US-amerikanische Schauspielerin
- 1982: Mircea Monroe, US-amerikanische Schauspielerin
- 1983: Irini Aindili, griechische Sportlerin der Rhythmischen Sportgymnastik
- 1984: Mandy Hering, deutsche Handballspielerin
- 1984: Ines Österle, deutsche Fußballspielerin
- 1984: Katharina Straßer, österreichische Schauspielerin
- 1985: Iwo Iwanow, bulgarischer Fußballspieler
- 1985: Stelios Malezas, griechischer Fußballspieler
- 1985: Hakuhō Shō, mongolischer Sumo-Ringer
- 1985: Virgil Soeroredjo, surinamischer Badmintonspieler
- 1985: Nikolai Topor-Stanley, australischer Fußballspieler
- 1985: Einar Uvsløkk, norwegischer Nordischer Kombinierer
- 1986: Cindy Billaud, französische Leichtathletin
- 1986: Dario Cologna, Schweizer Skilangläufer, Olympiasieger
- 1986: Linda Marlen Runge, deutsche Schauspielerin und Musikerin

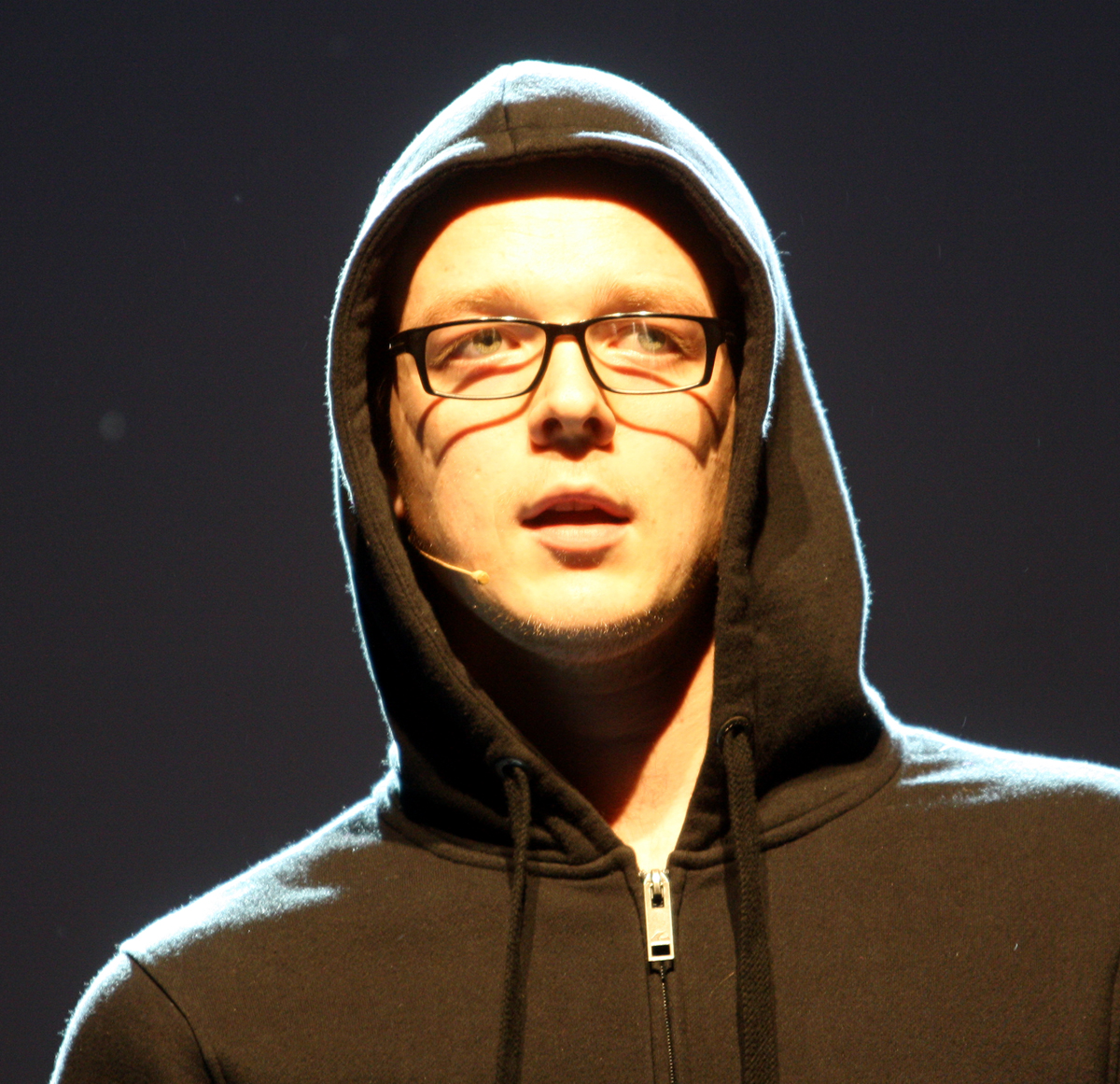
Nico Semsrott (* 1986)

- 1986: Nico Semsrott, deutscher Komiker und Slam-Poet
- 1987: An Jong-ho, nordkoreanischer Fußballspieler
- 1987: Alec Dufty, US-amerikanischer Fußballspieler
- 1988: Fábio Coentrão, portugiesischer Fußballspieler
- 1988: Christian Imhof, Schweizer Journalist, Autor und Musiker
- 1988: Julian Leist, deutscher Fußballspieler
- 1988: Halgurd Mulla Mohammed, irakischer Fußballspieler
- 1988: Vincenzo Sarno, italienischer Fußballspieler
- 1988: Lisa-Lena Tritscher, österreichische Schauspielerin
- 1989: Sawen Andriasjan, armenischer Schachmeister
- 1989: Malcolm Delaney, US-amerikanischer Basketballspieler
- 1989: Mate Maleš, kroatischer Fußballspieler
- 1989: Anton Yelchin, US-amerikanischer Filmschauspieler
- 1990: Nadine Brandl, österreichische Synchronschwimmerin
- 1991: Alessandro Florenzi, italienischer Fußballspieler
- 1991: Søs Søby, dänische Handballspielerin
- 1992: Florian Trinks, deutscher Fußballspieler
- 1992: Lisa Wohlgemuth, deutsche Popsängerin
- 1993: Anthony Davis, US-amerikanischer Basketballspieler
- 1993: Anton Palzer, deutscher Skibergsteiger, Bergläufer und Radrennfahrer
- 1994: Tayfun Aksoy, belgisch-türkischer Fußballspieler
- 1994: Haruna Sakakibara, japanische Ruderin
- 1994: Carlos Mané, portugiesischer Fußballspieler
- 1994: Franziska Preuß, deutsche Biathletin
- 1996: Elio Capradossi, ugandisch-italienischer Fußballspieler
- 1998: Jessie Fleming, kanadische Fußballspielerin
- 1998: Deyovaisio Zeefuik, niederländischer Fußballspieler
- 1999: Mirko Antonucci, italienischer Fußballspieler
- 1999: Ibrahima Niane, senegalesischer Fußballspieler

### 21. Jahrhundert
- 2002: Shigeyuki Nakarai, japanischer Breakdancer
- 2004: Margarita Kolosov, deutsche Rhythmische Sportgymnastin
- 2009: Emile Chérif, deutsch-französischer Schauspieler

## Gestorben

### Vor dem 15. Jahrhundert
- 0222: Elagabal, römischer Kaiser
- 0222: Julia Soaemias, Mutter Elagabals
- 0859: Eulogius von Córdoba, Erzbischof von Toledo und einer der Märtyrer von Córdoba
- 0928: Tomislav, kroatischer König
- 1029: Ulrich, Graf von Ebersberg, Markgraf von Krain, Vogt von Obermünster, Tegernsee und Freising sowie von Kloster Ebersberg
- 1078: Ellenhard, Bischof von Freising
- 1088: Berthold von Reichenau, Chronist
- 1120: Adelheid von Enzberg, Gräfin von Tübingen und Klosterstifterin
- 1122: Alram, Benediktiner und Abt des Stiftes Kremsmünster
- 1180: Hugo von Verden, Bischof von Verden
- 1198: Marie de Champagne, französische Prinzessin und Gräfin von Champagne
- 1340: Johann II., Graf von Sponheim zu Kreuznach
- 1345: Aigustė Anastasia von Litauen, Großfürstin von Moskau
- 1348: Petrus I., Abt im Kloster St. Blasien
- 1353: Theognostos, Metropolit von Kiew
- 1381: Johann II., Graf von Saarbrücken

### 15. bis 18. Jahrhundert
- 1420: Heinrich II., Herzog zu Münsterberg
- 1428: Eskill, norwegischer Erzbischof von Nidaros
- 1458: Euthymius II., Erzbischof von Nowgorod und Pskow

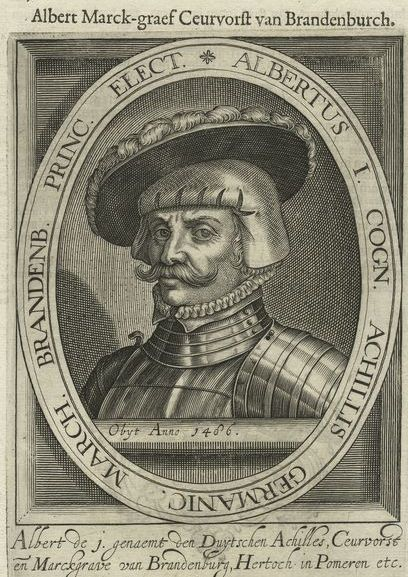
Albrecht I. von Brandenburg († 1486)

- 1486: Albrecht Achilles, Kurfürst von Brandenburg
- 1491: Marco Barbo, italienischer Kardinal
- 1514: Jan Bouwensz, Landesadvokat von Holland
- 1539: Johannes Baptist Righi, franziskanischer Einsiedler
- 1557: Louis de Bourbon-Vendôme, Bischof von Laon, Kardinal und päpstlicher Legat in Savoyen
- 1567: Friedrich von Fürstenberg, kurkölnischer Rat und Drost der Ämter Waldenburg, Fredeburg und Bilstein
- 1568: Alexandru Lăpușneanu, Woiwode des Fürstentums Moldau
- 1575: Matthias Flacius, lutherischer Theologe und Reformator
- 1585: Jean-François Salvard, französischer evangelischer Geistlicher
- 1594: Jacob Kurz von Senftenau, Reichsvizekanzler des Heiligen Römischen Reiches
- 1602: Emilio de’ Cavalieri, italienischer Komponist, Organist und Diplomat, Choreograf und Tänzer
- 1626: Rudolf Hospinian, Schweizer evangelischer Geistlicher und Theologe
- 1646: Stanisław Koniecpolski, polnischer Adelsangehöriger, Staatsmann und der höchste militärische Führer der Polnisch-Litauischen Union
- 1651: Alvise Contarini, venezianischer Diplomat
- 1679: Luise Marie von der Pfalz, Fürstin zu Salm
- 1685: Marx Augustin, legendärer Wiener Dudelsackspieler
- 1694: Jean-Nicolas Geoffroy, französischer Cembalist, Organist und Komponist
- 1711: Karl Schweikard von Sickingen, Ritter des Deutschen Ordens
- 1714: Johanna Vergouwen, flämische Malerin
- 1715: Jan Erasmus Quellinus, flämischer Bildhauer
- 1718: Guy-Crescent Fagon, französischer Arzt und Botaniker
- 1719: Pierre Seignette, französischer Arzt und Apotheker
- 1722: John Toland, englischer Freidenker
- 1730: Diego Morcillo Rubio de Auñón, spanischer Kleriker, Erzbischof von Lima und Vizekönig von Peru
- 1735: Dominik Marquard, Fürst zu Löwenstein-Wertheim-Rochefort
- 1754: Rabe Ludwig von Dalwigk, hessen-kasselischer Offizier und Gouverneur der Festung Ziegenhain
- 1756: Johann Deodat Blumentrost, russischer Mediziner
- 1768: Giovanni Battista Vaccarini, italienischer Architekt
- 1775: Georg Ludwig Avenarius, thüringischer Jurist und preußischer Resident
- 1786: Charles Humphreys, Delegierter von Pennsylvania im Kontinentalkongress
- 1799: Johann Heinrich Mücke, deutscher Pädagoge und Philologe
- 1800: Carl Adrian von Arnstedt, preußischer Gutsherr und Beamter
- 1800: Friedrich Karl Gottlob Hirsching, deutscher Universalgelehrter und Lexikograf

### 19. Jahrhundert
- 1812: Philipp Jakob Loutherbourg der Jüngere, britisch-französischer Maler, Radierer und Aquatinta-Stecher
- 1814: Anton Dominik Aschbacher, Tiroler Freiheitskämpfer

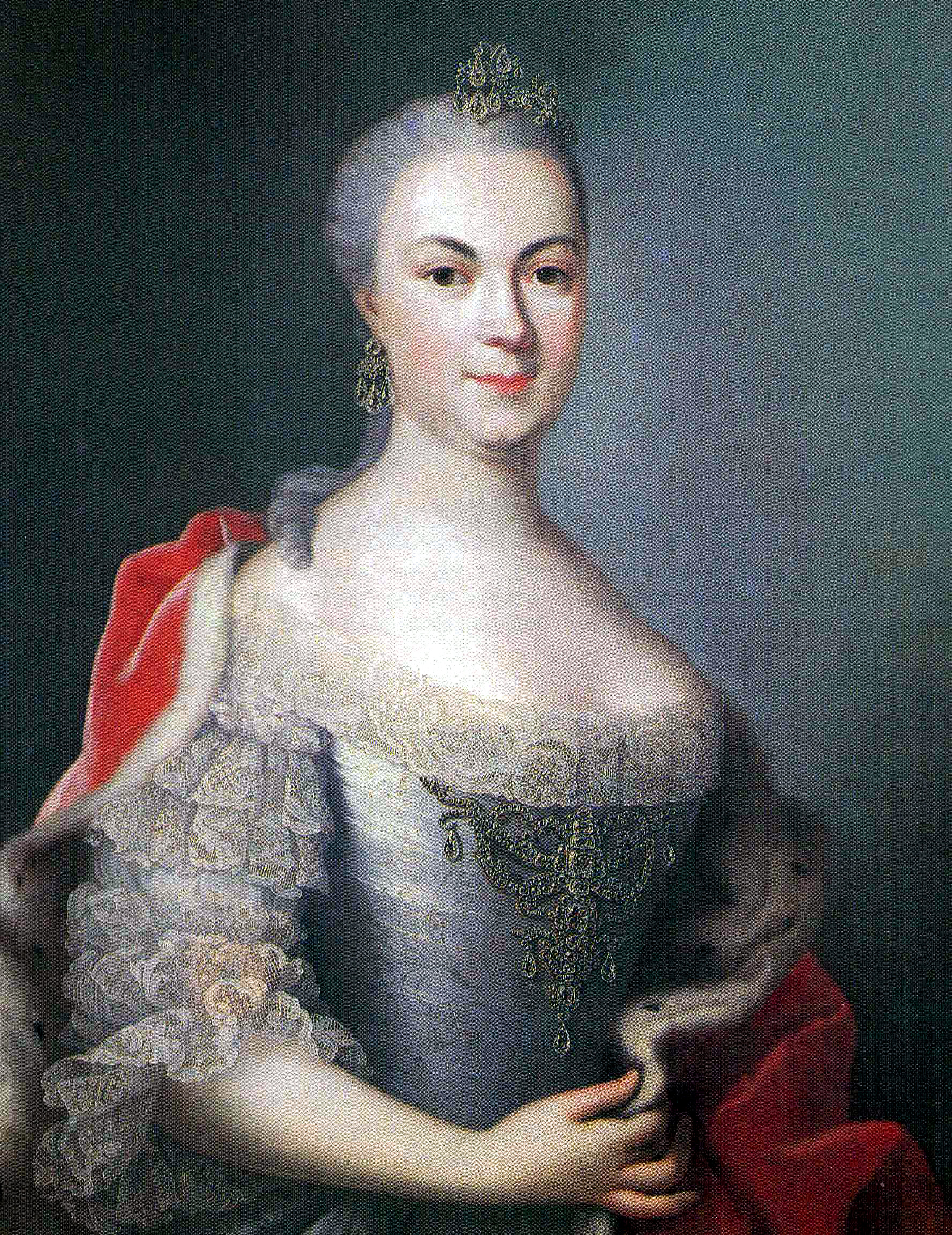
Marie Luise Albertine zu Leiningen-Dagsburg-Falkenburg († 1818)

- 1818: Maria Luise Albertine zu Leiningen-Dagsburg-Falkenburg, Großmutter der preußischen Königin Luise
- 1820: Benjamin West, britischer Maler
- 1825ː Johanne Karoline Wilhelmine Spazier, deutsche Dichterin und Schriftstellerin
- 1829: Christian Jakob von Schneider, deutscher Schriftsteller und Verleger
- 1831: Józef Kozłowski, polnischer Komponist
- 1833: Franz Passow, deutscher Altphilologe
- 1837: Karl Friedrich Franciscus von Steinmetz, deutscher Generalleutnant und Kartograf
- 1839: Nicolas Alexandre Salins de Montfort, französischer Architekt
- 1841: Giovanni Antonio Antolini, italienischer Baumeister, Architekt und Ingenieur
- 1841ː Wilhelmine Halberstadt, deutsche Pädagogin und Schriftstellerin
- 1844: Heinrich Bittcher, deutscher Lehrer, Philologe und Theologe
- 1847: Johnny Appleseed, US-amerikanischer ökologischer Pionier
- 1851: Heinrich Ernst von Hoff, deutscher Offizier und Beamter
- 1853: Karl von Hohenzollern-Sigmaringen, deutscher Adeliger
- 1869: Wladimir Fjodorowitsch Odojewski, russischer Schriftsteller und Komponist
- 1874: Balthasar Conrad Euler, deutscher Orgelbauer
- 1874: Moritz Hermann von Jacobi, deutscher Physiker und Ingenieur, entwickelte den ersten praxistauglichen Elektromotor
- 1883: Alexander Michailowitsch Gortschakow, russischer Diplomat, Außenminister und Kanzler
- 1885: Augustine Aglio, britischer Bildhauer, Buchillustrator und Aquarellmaler
- 1886: Franz Antoine, österreichischer Gärtner, Hofgärtner im Hofburggarten in Wien

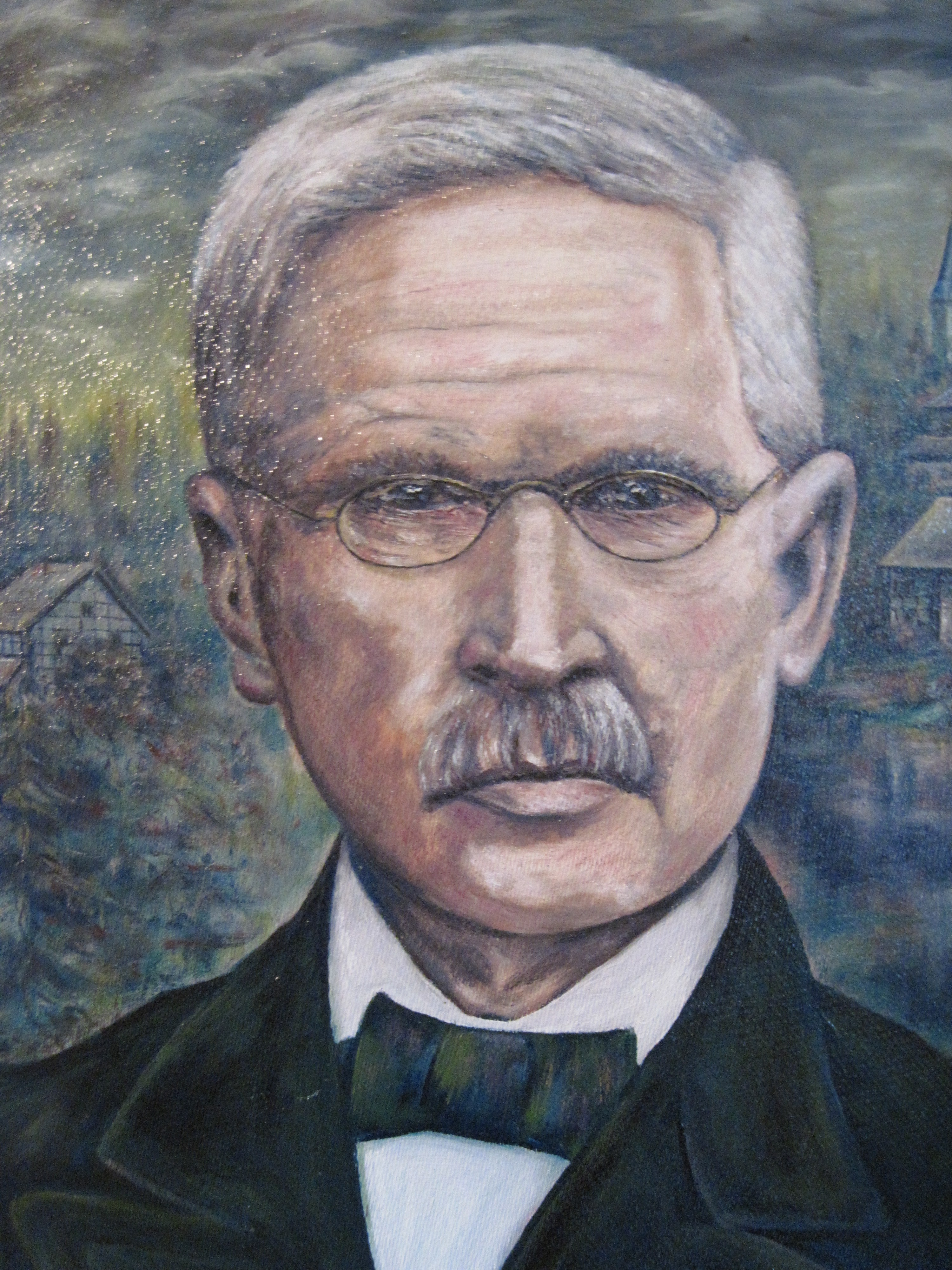
Friedrich Wilhelm Raiffeisen († 1888)

- 1888: Friedrich Wilhelm Raiffeisen, deutscher Sozialreformer und Kommunalbeamter, Namensgeber der genossenschaftlichen Raiffeisenorganisation
- 1889: Benjamin Franklin Baker, US-amerikanischer Komponist
- 1892: Caroline Reinagle, englische Komponistin, Pianistin und Musiklehrerin
- 1893: Aaron F. Perry, US-amerikanischer Politiker
- 1894: Carl Ernst Heinrich Schmidt, russischer Chemiker und Arzt
- 1897: Eduard Kreyßig, deutscher Architekt, Stadtplaner und Tiefbauspezialist
- 1897: Daniel Sanders, deutscher Sprachforscher und Lexikograf

### 20. Jahrhundert

#### 1901–1950
- 1902: Friedrich Engelhorn, deutscher Unternehmer, Gründer der BASF
- 1907: Dimitar Petkow, bulgarischer Politiker, Minister, Ministerpräsident

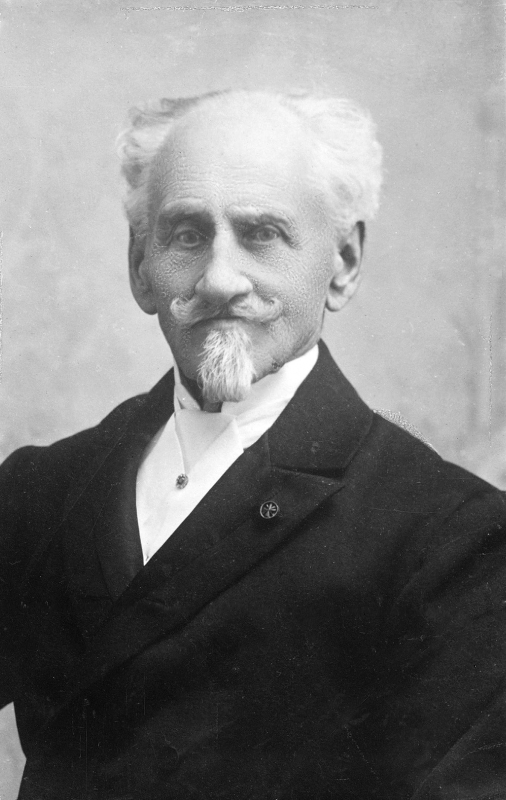
Franz Sacher († 1907)

- 1907: Franz Sacher, österreichischer Koch und Konditor, Erfinder der Sachertorte
- 1908: Franz Theodor Cursch-Bühren, tschechisch-deutscher Komponist, Dirigent und Musikjournalist
- 1908: Josef Hlávka, tschechischer Baumeister, Architekt und Mäzen
- 1911: Ernst Brenner, Schweizer Jurist und Politiker, Nationalrat, Nationalratspräsident, Bundesrat, Minister
- 1913: Carl Jatho, deutscher evangelischer Pfarrer, der wegen Lehrbeanstandungen seines Dienstes enthoben wurde
- 1915: Rolf Boldrewood, australischer Autor
- 1916: Florence Baker, britische Afrikaforscherin
- 1916: Henry G. Davis, US-amerikanischer Unternehmer und Politiker, Senator
- 1918: Reinhold Steig, deutscher Literaturhistoriker
- 1919: Harald Fryklöf, schwedischer Organist, Musikpädagoge und Komponist
- 1922: Anastasia Michailowna Romanowa, Großherzogin von Mecklenburg
- 1923: Karl von Müller, deutscher Marineoffizier, Kommandant der Emden
- 1924: Iwan Geschow, bulgarischer Politiker und Ministerpräsident
- 1924: Helge von Koch, schwedischer Mathematiker

Helene von Mülinen († 1924)

- 1924: Helene von Mülinen, Schweizer Frauenrechtlerin
- 1924: Peter von Oldenburg, Schwager des russischen Zaren Nikolaus II.
- 1924: Helene Voigt, deutsche Schriftstellerin
- 1925: Andreas Hallén, schwedischer Komponist, Dirigent und Musikpädagoge
- 1925: Clara Weaver Parrish, US-amerikanische Malerin, Designerin, Druckgrafikerin und Glasmalerin
- 1926ː Olga von Meyendorff, russische Adlige und Salonnière in Weimar
- 1928: Franz Roubaud, russischer Maler

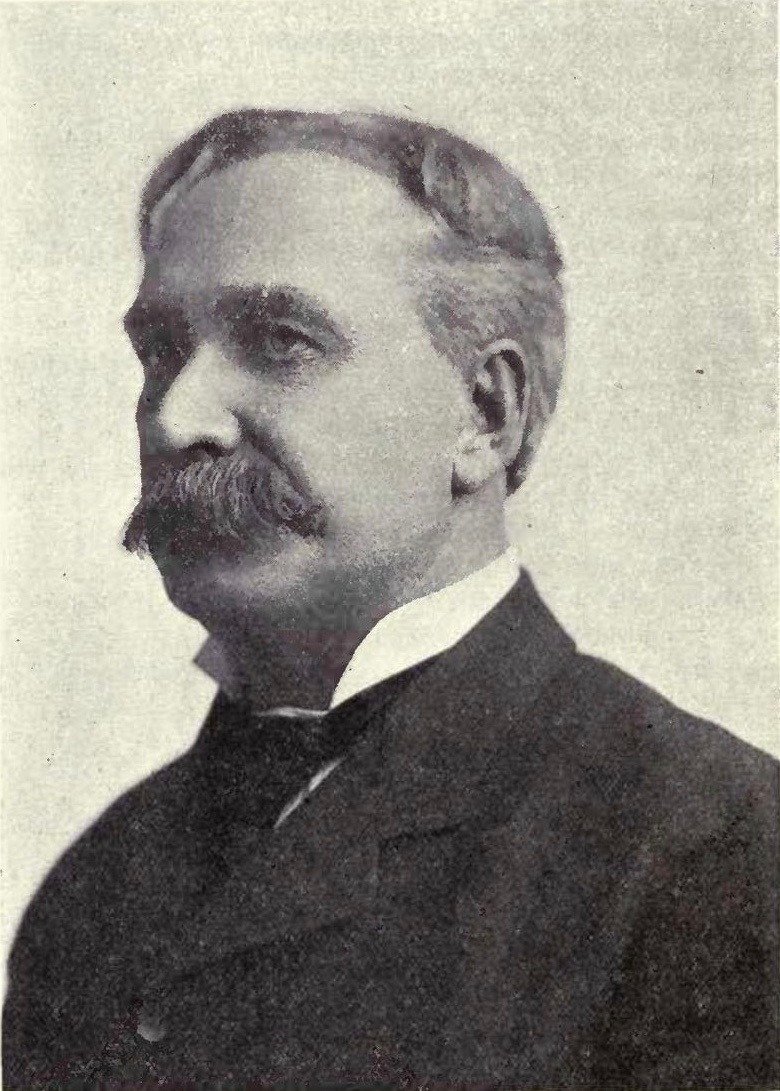
Joseph Toole († 1929)

- 1929: Joseph Toole, US-amerikanischer Politiker, Mitglied des Repräsentantenhauses, Gouverneur von Montana
- 1930: Alfred Biese, deutscher Literaturhistoriker
- 1930: Silvio Gesell, deutsch-argentinischer Kaufmann und Finanztheoretiker, Begründer der Freiwirtschaftslehre
- 1931: Otto Hense, deutscher Altphilologe
- 1931: Friedrich Wilhelm Murnau, deutscher Regisseur
- 1931: Paul Ziller, deutscher Architekt
- 1932: Hermann Gunkel, deutscher protestantischer Theologe
- 1934: Ruth Payne Burgess, US-amerikanische Malerin
- 1935: Yusuf Akçura, tatarisch-osmanischer Aktivist und Ideologe
- 1936: Yumeno Kyūsaku, japanischer Schriftsteller
- 1939: Albert Boehringer, deutscher Unternehmer, Begründer von Boehringer Ingelheim
- 1941: Walter Frenzel, deutscher Prähistoriker und Museumsleiter
- 1942: Ida May Schottenfels, US-amerikanische Mathematikerin
- 1942: Enric Morera, katalanischer Komponist
- 1944: Edgar Zilsel, deutscher Philosoph
- 1945: Clemens Högg, bayerischer Landtagsabgeordneter und Begründer der Arbeiterwohlfahrt in Neu-Ulm und Augsburg
- 1946: Ahmad Kasravi, iranischer Sprachwissenschaftler, Historiker und Philosoph
- 1948: Felix Linnemann, deutscher Fußballfunktionär, Kriminalpolizei- und SS-Angehöriger, Präsident des Deutschen Fußball-Bundes
- 1949: Hans Langmaack, deutscher Schauspieler, Hörspielsprecher, -regisseur, Rezitator und Schauspiellehrer

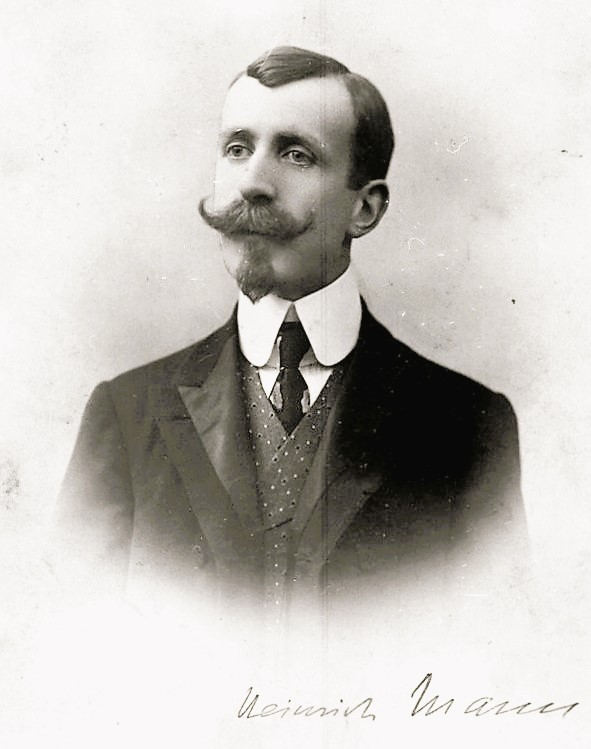
Heinrich Mann († 1950)

- 1950: Heinrich Mann, deutscher Schriftsteller (Der Untertan)

#### 1951–2000
- 1952: Pierre Renoir, französischer Schauspieler
- 1953: Rudolf Herzog, deutscher Altphilologe und Archäologe
- 1953: István Szebeny, ungarischer Ruderer
- 1955: Alexander Fleming, britischer Bakteriologe, Entdecker des Penicillins, Nobelpreisträger
- 1955: Olaf Hytten, schottischer Schauspieler
- 1955: Boško Milenković, jugoslawischer Automobilrennfahrer
- 1956: Sergei Nikiforowitsch Wassilenko, russischer Komponist und Dirigent

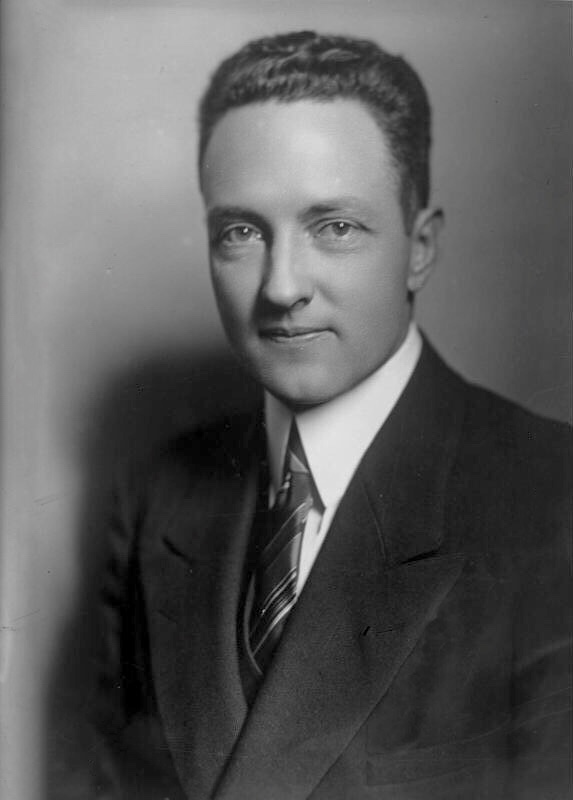
Richard Evelyn Byrd († 1957)

- 1957: Richard Evelyn Byrd, US-amerikanischer Polarforscher und Admiral
- 1957: Jinzai Kiyoshi, japanischer Schriftsteller und Übersetzer
- 1958: Ole Kirk Christiansen, dänischer Kunsttischler und Spielzeugmacher, Erfinder der Lego-Steine
- 1958: John Joseph Dempsey, US-amerikanischer Politiker, Mitglied des Repräsentantenhauses, Gouverneur von New Mexico
- 1960: Roy Chapman Andrews, US-amerikanischer Forscher, Abenteurer und Paläontologe
- 1961: Herbert Kensington-Moir, britischer Autorennfahrer
- 1962: Jakob Ahrer, österreichischer Rechtsanwalt und Politiker, Bundesminister
- 1962: Will Vesper, deutscher Schriftsteller
- 1965: Joseph Joos, deutscher Journalist und Politiker, MdR
- 1965: Dionisio Kfoury, syrischer Geistlicher, Weihbischof in Antiochien, Titularerzbischof von Tarsus dei Greco-Melkiti
- 1965: Clemente Micara, italienischer Geistlicher, Titularerzbischof von Apamea in Syria, Apostolischer Nuntius, Kardinal
- 1967: Hanns Lothar, deutscher Schauspieler
- 1967: Rudolf Schetter, deutscher Jurist und Politiker, MdR
- 1968: Bernhard Bleeker, deutscher Bildhauer
- 1968: Sepp Allgeier, deutscher Kameramann und Fotograf
- 1969: Hermann Aubin, deutsch-österreichischer Historiker, Wissenschaftsorganisator und Geschichtspolitiker
- 1969: Ella Scoble Opperman, US-amerikanische Musikpädagogin, Organistin und Pianistin
- 1969: John Wyndham, britischer SF-Autor

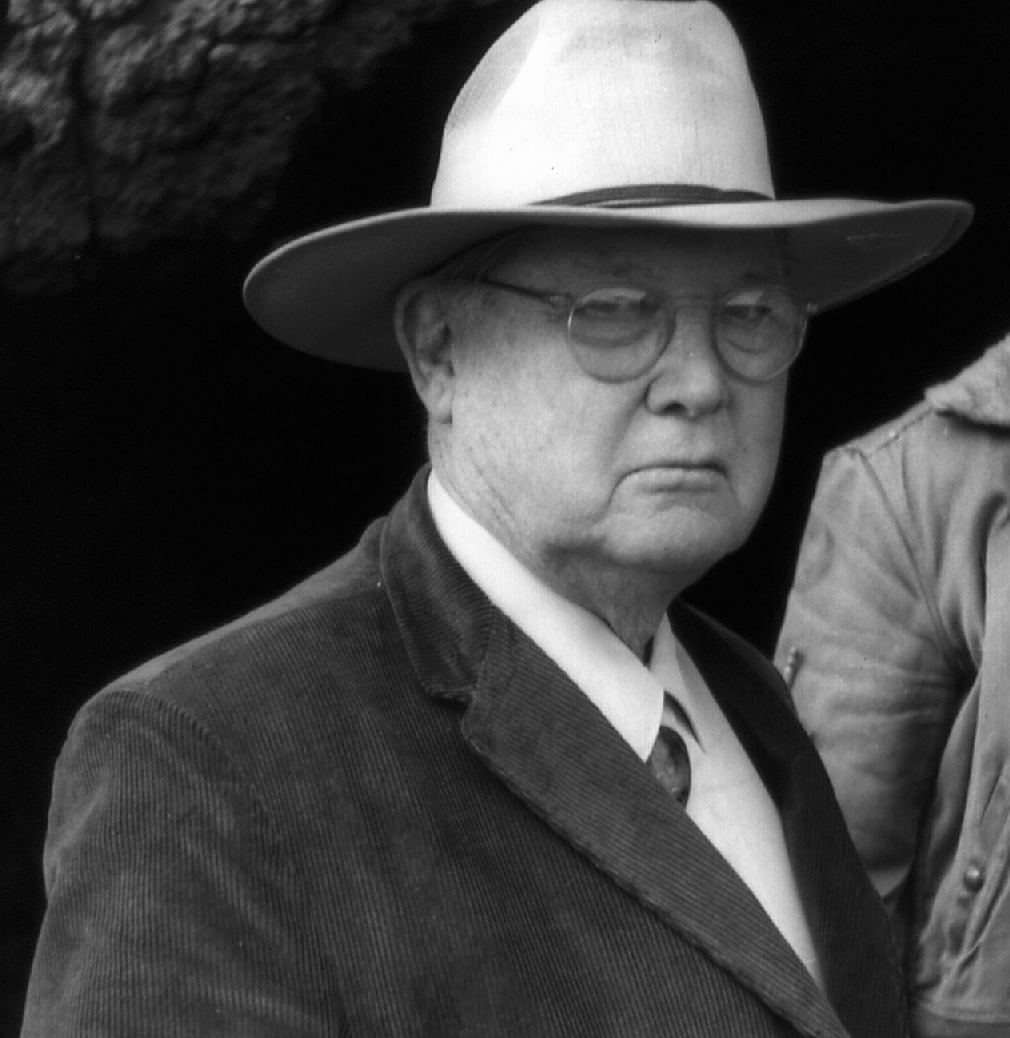
Erle Stanley Gardner († 1970)

- 1970: Erle Stanley Gardner, US-amerikanischer Krimi-Schriftsteller
- 1971: C. D. Broad, englischer Philosoph
- 1971: Philo Farnsworth, US-amerikanischer Erfinder
- 1972: Martin Blank, deutscher Politiker, MdB, MdEP
- 1972: Ferdinand Friedensburg, deutscher Politiker, Regierungspräsident von Kassel, Oberbürgermeister von Berlin, MdB, MdEP
- 1974: César Concepción, puerto-ricanischer Trompeter, Arrangeur, Orchesterleiter und Komponist
- 1975: Anna Martin, Schweizer Frauenrechtlerin
- 1977: Alberto Rodríguez Larreta, argentinischer Autorennfahrer
- 1978: Claude François, französischer Musiker
- 1979: Beattie Feathers, US-amerikanischer American-Football-Spieler und -Trainer
- 1979: Jeanne Leleu, französische Komponistin
- 1980: Karl-Maria Schley, deutscher Schauspieler und Hörspielsprecher
- 1982: Nikolai Petrowitsch Kamanin, sowjetischer Pilot
- 1983: Jussi Aro, finnischer Sprachwissenschaftler
- 1983: Willi Lindlar, deutscher Politiker
- 1985: John Michael G. Adams, barbadischer Politiker, Premierminister
- 1986: Sonny Terry, US-amerikanischer Bluesmusiker
- 1987: Dietrich Bahner senior, deutscher Unternehmer und Politiker
- 1988: Christianna Brand, britische Schriftstellerin

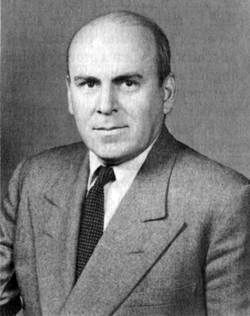
John Jay McCloy († 1989)

- 1989: John Jay McCloy, US-amerikanischer Jurist, Politiker und Bankier, Präsident der Weltbank, Hoher Kommissar in Deutschland
- 1990: Cornelis Dusseldorp, niederländischer Ruderer
- 1990: Lorenz Kellhuber, deutscher Jazzpianist und Komponist
- 1991: Maria Reining, österreichische Opernsängerin (Sopran)
- 1992: Richard Brooks, US-amerikanischer Regisseur
- 1995: Rein Aun, estnischer Leichtathlet, Olympiamedaillengewinner
- 1995: Boris Pash, US-amerikanischer Offizier, Leiter der Alsos-Mission im Zweiten Weltkrieg
- 1995: Lotte Rausch, deutsche Schauspielerin
- 1996: Biljana Jovanović, serbische Schriftstellerin, Bürgerrechtlerin und Friedensaktivistin
- 1997: Hugo Weisgall, US-amerikanischer Komponist und Dirigent
- 1999: Hansjörg Martin, deutscher Schriftsteller
- 2000: Antonius Hofmann, deutscher Geistlicher, Bischof von Passau
- 2000: Alfred Schwarzmann, deutscher Kunstturner und Luftwaffenoffizier, Olympiasieger
- 2000: Leo Weber, Schweizer Pädagoge und Hochschullehrer

### 21. Jahrhundert
- 2001: Tatjana Lietz, deutsch-lettische Lehrerin und Malerin
- 2002: Walter Asam, deutscher Jurist und Politiker

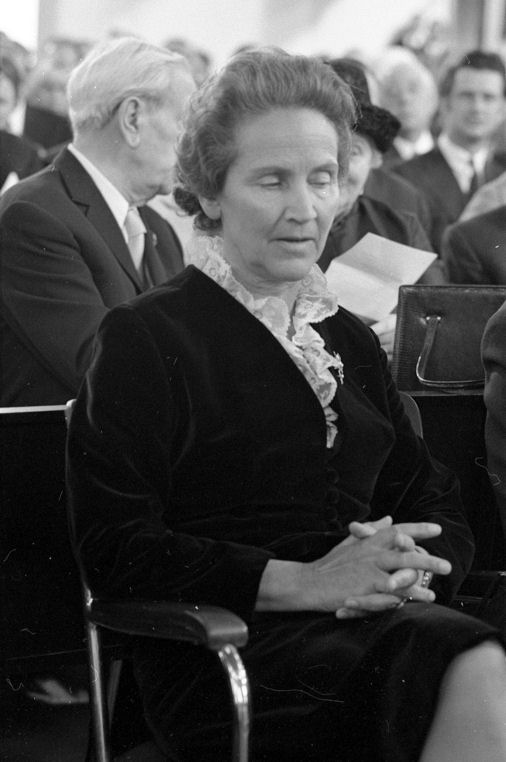
Marion Gräfin Dönhoff († 2002)

- 2002: Marion Gräfin Dönhoff, deutsche Publizistin
- 2002: Rudolf Hell, deutscher Erfinder
- 2002: James Tobin, US-amerikanischer Wirtschaftswissenschaftler
- 2004: Gerhard Bengsch, deutscher Schriftsteller und Drehbuchautor
- 2005: Stanley Grenz, US-amerikanischer Theologe und Ethiker
- 2005: Herbert A. Strauss, deutschstämmiger US-amerikanischer Historiker
- 2006: Slobodan Milošević, jugoslawischer und serbischer Politiker, Präsident von Jugoslawien und Serbien
- 2006: Jesús Miguel Rollán, spanischer Wasserballspieler, Olympiasieger, Weltmeister
- 2006: Raymond Touroul, französischer Autorennfahrer und Stuntman
- 2007: Milan V. Dimić, serbisch-kanadischer Literaturwissenschaftler
- 2007: René Hüssy, Schweizer Fußballspieler und -trainer
- 2007: Betty Hutton, US-amerikanische Schauspielerin, Sängerin und Entertainerin
- 2007: Georg Zundel, deutscher Physiker, Unternehmer und friedenspolitisch engagierter Philanthrop
- 2008: Hans A. Engelhard, deutscher Politiker, MdB, Bundesminister

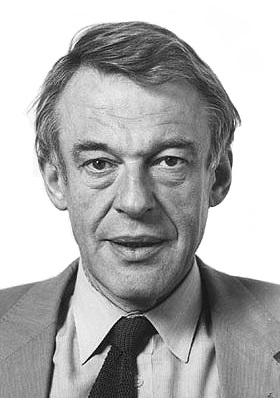
Hans van Mierlo († 2010)

- 2010: Hans van Mierlo, niederländischer Politiker, Minister
- 2010: Harry Pross, deutscher Publizistikwissenschaftler und Publizist
- 2011: Klaus Peter Cadsky, deutsch-schweizerischer Karikaturist
- 2012: Henry Adefope, nigerianischer Politiker und Sportfunktionär, Minister
- 2012: Faith Brook, britische Schauspielerin
- 2012: Albrecht Greiner-Mai, deutscher Kunstglasbläser, Glasgestalter und Glaskünstler
- 2013: Helga Arendt, deutsche Leichtathletin, Weltmeisterin
- 2013: Arsenius Butscher, deutscher Motorradrennfahrer
- 2014: Ken Russell, US-amerikanischer American-Football-Spieler
- 2014: Marga Spiegel, deutsche Überlebende des Holocaust
- 2015: Walter Burkert, deutscher klassischer Philologe
- 2016: Joe Ascione, US-amerikanischer Jazz-Schlagzeuger
- 2016: Peter Conradi, deutscher Politiker, MdB
- 2016: Pierre Flahault, französischer Autorennfahrer
- 2017: Tony Haygarth, britischer Schauspieler und Dramatiker
- 2018: Sarah Haffner, deutsch-britische Malerin und Autorin
- 2018: Karl Lehmann, deutscher Geistlicher, Bischof von Mainz, Vorsitzender der Deutschen Bischofskonferenz, Kardinal
- 2018: Siegfried Rauch, deutscher Schauspieler
- 2018: Mary Rosenblum, US-amerikanische Autorin
- 2019: Hal Blaine, US-amerikanischer Musiker
- 2019: Andrea Pollack, deutsche Schwimmerin, Olympiasiegerin
- 2020: Burkhard Hirsch, deutscher Politiker, MdB, Landesminister, Vizepräsident des Deutschen Bundestages
- 2020: Charles Wuorinen, US-amerikanischer Komponist, Pianist und Dirigent
- 2021: Petar Fajfrić, jugoslawischer Handballspieler, Olympiasieger
- 2021: Donald McDonnell, australischer Boxer
- 2021: Peter Patzak, österreichischer Filmregisseur
- 2022: Rupiah Banda, sambischer Politiker und Diplomat, Minister, Staatspräsident
- 2022: Paul Genevay, französischer Sprinter, Olympiamedaillengewinner
- 2022: Ines Lindner, deutsche Kunsthistorikerin und Autorin
- 2023: Cees Douma, niederländischer Architekt
- 2023: Amy Fuller, US-amerikanische Ruderin
- 2023: Keith Johnstone, britischer Dramaturg, Begründer des modernen Improvisationstheaters und Schauspiellehrer
- 2024:  Paul Alexander, US-amerikanischer Anwalt und Polio-Überlebender
- 2024ː Hannelore Gadatsch, deutsche Fernsehjournalistin und -moderatorin
- 2024ː Lisa Larson, schwedische Künstlerin

## Feier- und Gedenktage
- Kirchliche Gedenktage
  - Hl. Pionius, kleinasiatischer Presbyter und Märtyrer (evangelisch, römisch-katholisch, orthodox)
- Namenstage
  - Rosina
- Weitere Gedenktage
  - Nationaler Gedenktag für die Opfer terroristischer Gewalt (Deutschland)[1]

Weitere Einträge enthält die Liste von Gedenk- und Aktionstagen.